# Főtér (Brassó)
A brassói Főtér vagy Tanács tér (románul: Piața Sfatului, németül: Marktplatz) a városerőd központja és fontos turisztikai látványossága, a város legismertebb és leglátogatottabb helye, emellett Románia egyik legnépszerűbb látnivalója. Arculatát a régi városháza uralja, magát a teret öt kompakt házsor szegélyezi, melyeket az egykori hetivásárok jellemző termékeire utalva neveztek el: Búzasor, Virágsor, Gyümölcssor, Kádársor, Lensor.
A Balkán és a Nyugat találkozásánál fekvő Brassó már a középkortól kezdve fontos kereskedelmi központnak számított, és a Főtér közel hétszáz éven keresztül a város fő vásártere volt, ahol a heti- és éves vásárokat tartották. A 14. század elején még a falakon kívül helyezkedett el, majd miután a városerőd északkeleti irányban terjeszkedett, annak középpontjába került. A teret felvigyázó őrtorony mellé a szűcsök céhe kőgalériát épített; erre 1420 után a városi tanács egy új szintet emelt, és városházaként (Tanácsház) kezdte használni.
Jelenlegi mérete és formája a 16. századból származik; ekkor újították fel a teret szegélyező házakat, és ekkor építették a műhelyeknek és fedett piacnak helyet adó Árucsarnokot is. Méretei ellenére a tér nem tudta befogadni a sok árust, így a környező utcákat is kinevezték vásártérnek. Magukban a házakban gazdag szász patriciuscsaládok laktak, a középkori német településekre jellemzően a klasszicista és barokk stílusú épületek homlokzatának földszintjén árkádok voltak. Az 1689-es tűzvész a legtöbb épületet elpusztította; a ma látható házak java része a 18. és 19. században épült historizáló reneszánsz stílusban.
A Főtéren volt Brassó legelső köztéri kőburkolata, legelső többemeletes háza; itt vezették be legelőször a közvilágítást, és egy időben vasút is közlekedett. A 20. században a vásárok megszűntek, a teret leaszfaltozták, parkolóként és autóbusz-pályaudvarként használták, a régi városházában pedig múzeumot rendeztek be. A tér az 1980-as években nyerte el jelenlegi kinézetét; ekkor a lensori oldal kivételével gyalogos sétálózónává alakították át, a házakat kijavították és felújították, a régi városháza elé pedig szökőkutat építettek. Napjainkban az épületekben éttermek, üzletek, szállodák, múzeumok működnek, a téren pedig különböző rendezvényeket tartanak. A 34-ből 30 épület szerepel a romániai műemlékek jegyzékében.

## Elnevezése

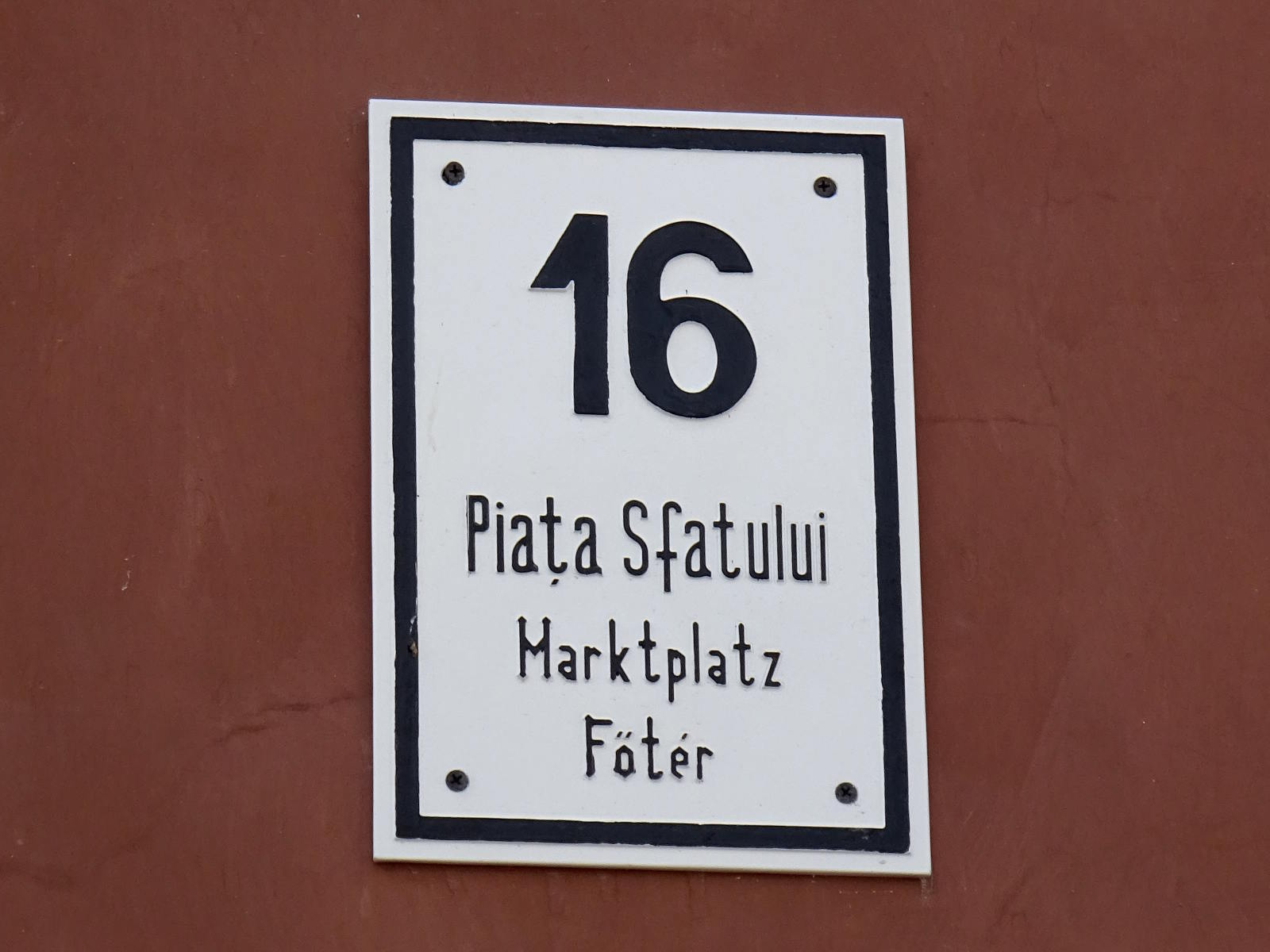
Házszám és háromnyelvű felirat

Legelőször 1480-ban említik Mart (vásár) néven. 1520-as okmányokban a latin Forum, forum circinum, forum teatrum neveket használják. 1573-ban Ringh néven említik, 1590-ben March, 1713-ban Platz, a német nyelvben később a Marktplatz (vásártér) elnevezés honosodott meg. Magyar elnevezései Piactér, Nagypiac, Főtér, 1899–1916 között Ferenc József tér. Román elnevezése 1920–1945 között Piața Libertății (Szabadság tér), 1945–1990 között Piața 23 August (augusztus 23-a a román átállás napja a második világháborúban, a kommunizmus alatt nemzeti ünnep), jelenleg Piața Sfatului (Tanács tér). A Tanács tér elnevezés részben meghonosodott a magyar és német (Rathausplatz) nyelvekben is, és angol nyelvű útikalauzokban is Council Square-ként tüntetik fel.

## Fekvése
A Főtér a régi történelmi központ északnyugati részén helyezkedik el, tengerszint feletti magassága 585 méter. A városerőd Quartale Cathariane fertályához tartozott.
Több utca találkozik itt: az északnyugati oldal (Lensor) délnyugat felé a Lópiacban (Strada George Barițiu), északkelet felé a Kolostor utcában (Strada Mureșenilor) folytatódik. A délkeleti oldal (Virágsor) északkeleti irányban a Kapu utcában (Strada Republicii) folytatódik, délnyugaton a Johannes Honterus-udvar határolja. Déli irányba, a Hirscher- és Closius-házak között indul az Apollonia Hirscher utca. Kelet felé, a Czeides-ház alatti átjárón keresztül elérhető a Rózsapiac (Piața George Enescu).
Rendhagyó módon a város nagytemploma nem a Főtéren helyezkedik el, hanem az azzal szomszédos Honterus-udvarban.

## Története

### Kialakulása
A 14. század elején a terület még a korai városerődön kívül, attól északkeletre helyezkedett el. Délnyugat–északkeleti irányban egy patak folyt rajta keresztül, amely itt két ágra szakadt; az egyik ág Óbrassó, a másik Bolonya felé haladt tovább (az előbbi mentén alakult ki később a Kolostor utca, az utóbbi mentén a Kapu utca). A patak fölötti hidat őrtorony vigyázta, a régi városháza helyén. Ezen a területen, megközelítőleg az Árucsarnok helyén tartották az első vásárokat, amelyeket az úgynevezett vásárbíró (Marktrichter) felügyelt a toronyból.
A Balkán és a Nyugat találkozásánál fekvő Brassó már a középkortól kezdve fontos kereskedelmi központ volt. A város 1364-ben kapott jogot I. Lajos magyar királytól éves vásárok szervezésére, de a hetivásárok rendezésének hagyománya valószínűleg ennél jóval régebbi. 1369-ben ugyancsak I. Lajostól lerakati jogot (ius stapulae) kapott, ami azt jelentette, hogy a város területén áthaladó külföldi kereskedők kötelesek voltak az áruikat legalább három napon keresztül felkínálni a helyieknek. Az éves vásárt Mindenszentek hetében tartották (később április első hetében és Úrnapja hetén is tartottak), a hetivásárokat kezdetben vasárnaponként, később péntekenként.
A 14. század második felében a város északkelet felé terjeszkedett, és megkezdték Brassó várfalainak építését, így a vásártér a város központjába került. Az őrtorony mellé a szűcsök céhe fedett kőgalériát épített, ahol a céh tagjai portékáikat tárolták és árulták. 1420-ban a céh engedélyezte, hogy erre az épületre egy új szintet emeljenek a város tanácsa számára; ez később összeépült az őrtoronnyal, és városházaként (Tanácsház) kezdték használni.

### A 16–18. században

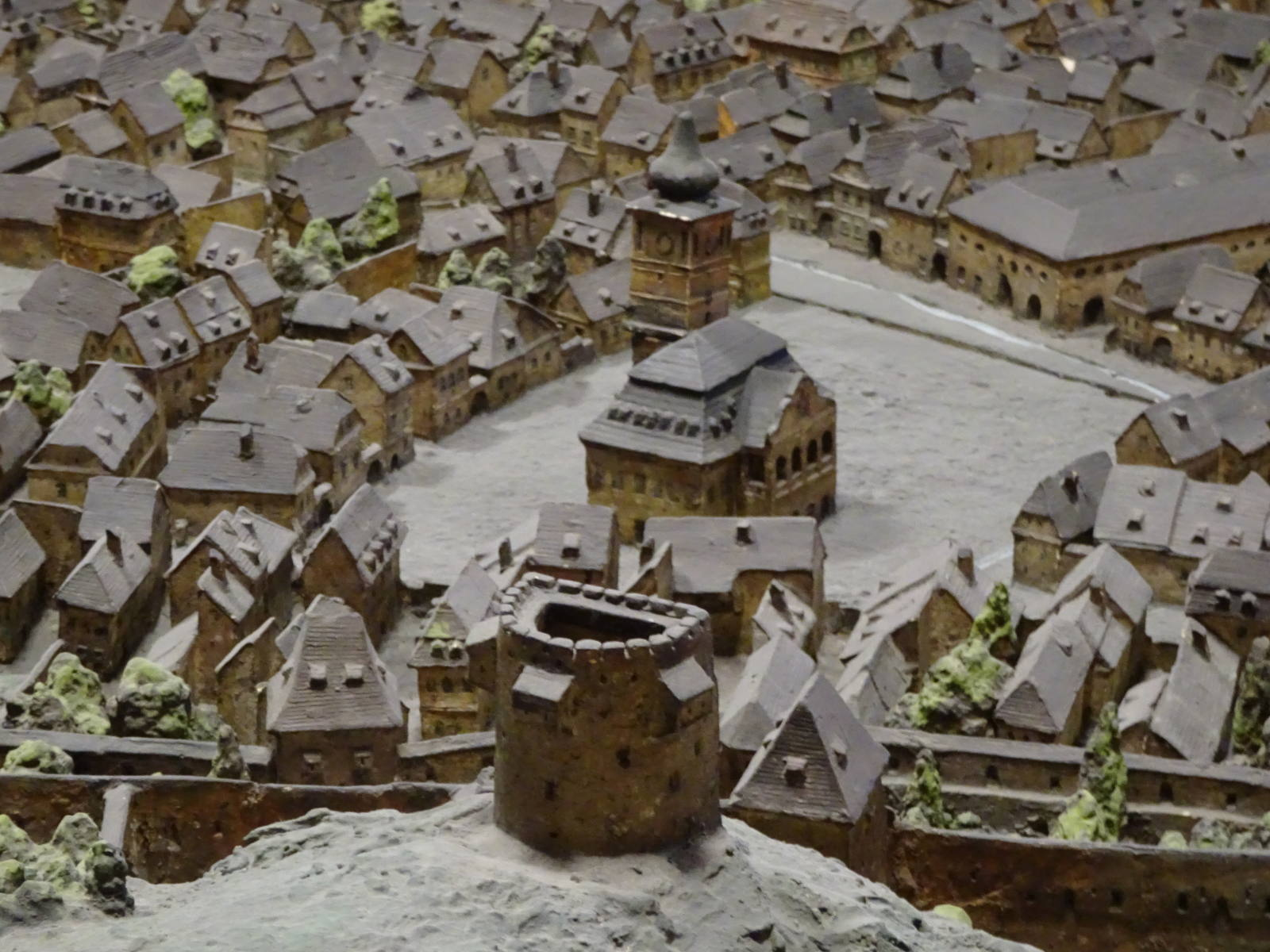
A 17. században (makett)

A tér a 16. században nyerte el jelenlegi kiterjedését és formáját; ugyanekkor nevezték el az oldalait a hetivásárok jellemző termékeire utalva. Az északkeleti volt a Búzasor (Kornzeile, Târgul Grâului, ahol jellemzően bolgárszegi és hegyvidéki románok vásároltak gabonát a barcasági szász földművesektől), a délkeleti a Virágsor (Blumenzeile, Târgul Florilor) és a Gyümölcssor (Obstzeile, Târgul Poamelor), a délnyugati a Kádársor (Böttcherzeile, Șirul Botelor), az északnyugati pedig a Lensor (Flachzeile, Șirul Inului). Méretei ellenére a tér nem tudta befogadni a sok árust, így a környező utcákat is kinevezték vásártérnek: a jelenlegi George Barițiu utca volt a Lópiac (Rossmarkt, Târgul Cailor), az Apollonia Hirscher utca volt a Halpiac (Fischmarkt, Târgul Peștelui, ez később az Enescu tér területére költözött), illetve a Csergepiac (Kotzenmarkt, Târgul Straielor, bár itt egy idő után zöldséget és gyümölcsöt is árultak), a Diaconul Coresi utca volt a Tehénpiac (Kühmarkt, Târgul Boilor). Ezen túlmenően azt is meghatározták, hogy az egyes céhek tagjai mekkora területet foglalhatnak el sátraikkal. A fát és a takarmányt a városfalon kívül, a Postarét környékén adták-vették.
1520-ban egy kutat említenek a Lensoron, 1524-ben pedig egyet a Virágsoron (ez utóbbit egy arany korona díszítette). 1523-ban a patakon átívelő hidat „hazugok hídjaként” említik (circa pontem lygen), mert úgy tartották, hogy leszakad, ha egy hűtlen asszony rálép. A század közepén építették fel az Árucsarnokot, amelyben a helyi céhek mesterei számos műhelyt rendeztek be, és itt volt a város fedett piaca is. Ugyanekkor a teret szegélyező házak legtöbbjét felújították, reneszánsz stílusban építve át őket. A városháza előtt, a mai szökőkút helyén volt a pellengér, ahol a törvényszegőket nyilvánosan megbotozták; közelében hajtották végre az akasztásokat, karóbahúzásokat, lefejezéseket is. A teret évente két-három alkalommal takarították. Alatta a polgárok alagútrendszert ástak, ahol ostrom és háború esetére élelmiszert tartalékoltak.
Az éves vásárok alkalmával Brassó egy keleti bazárhoz hasonlított, ahol román, magyar, német, lengyel, görög, macedón, raguzai, örmény, arab kereskedők találkoztak egymással. A helyi mesterek termékein kívül nyugati áruk és keleti cikkek („res turcales”) is gazdát cseréltek; a 16. században a kereskedés 20-40 százalékát a fűszerek tették ki. A Főtér azonban nemcsak vásárokat és kereskedést jelentett, hanem összefonódott a mindennapi élettel. A környező házakban gazdag szász patriciuscsaládok laktak, a középkori német településekre jellemzően a klasszicista és barokk stílusú házak homlokzatának földszintjén árkádok voltak (ezeket ma már csak az Árucsarnok őrzi).
Az 1689-es tűzvész az épületeket kivétel nélkül megrongálta, újjáépítésük több évtizedet vett igénybe. A katasztrófa következtében Brassó elvesztette régi kinézetét; a ma látható házak java a 18. és a 19. században épült, legtöbbjük historizáló reneszánsz stílusban, árkádok nélkül. Falaikat bibliai jeleneteket ábrázoló festmények díszítették. 1737–1739 között a teret kikövezték (ez volt a város első köztéri kőburkolata), 1786-ban építették fel a Búzasoron Brassó legelső kétemeletes házát, 1801-ben pedig bevezették a közvilágítást, amit tizenkét olajlámpa szolgáltatott. 1814-ben még két kutat építettek.

### A 19–20. században

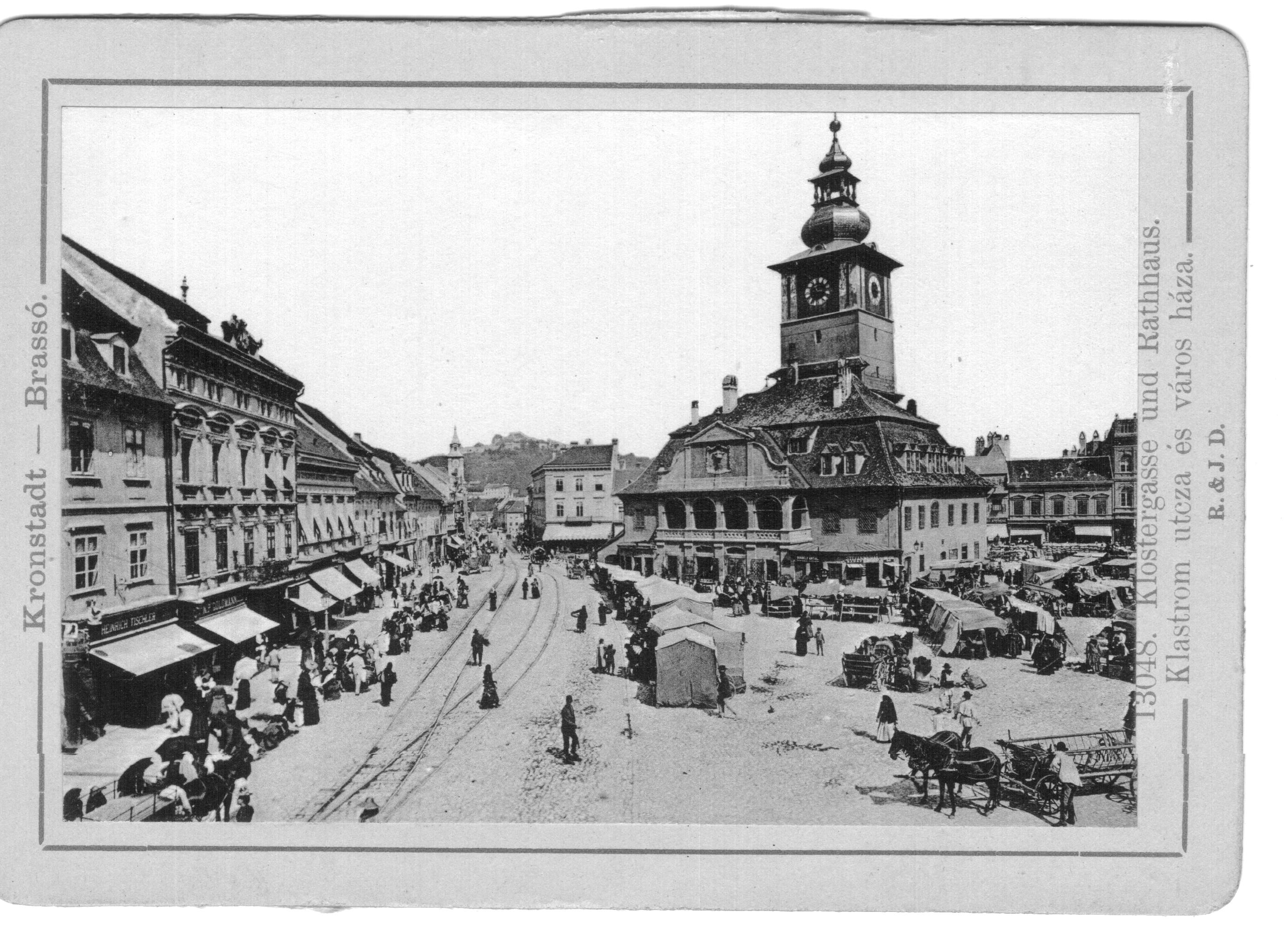
1900 körül

1876-ban a városvezetés kiköltözött a régi városházából, az épületet ezután levéltárként és raktárként használták. 1898 decemberében ünnepséget rendeztek Ferenc József uralkodásának 50. évfordulója alkalmából, melyen Franz Hiemesch polgármester ünnepi beszédet tartott; ebből az alkalomból felvetették a tér átnevezését, és miután 1899 márciusában megkapták a császártól az engedélyt, a Főtér neve Ferenc József térre változott. Hiemesch utódja, Karl Ernst Schnell 1912-ben egy monumentális kút létrehozását tervezte, melyet egy teuton lovag szobra díszített volna, utalva a város 700 évvel korábbi alapítására, azonban ez nem valósult meg.
A 19. század végén valóságos versengés alakult ki a földszinti üzlethelyiségeket bérlő kereskedők között, hogy ki tud nagyobb, díszesebb kirakatokat készíteni. A teret szegélyező házak földszintjein kivétel nélkül nagyméretű, díszes, fakeretes vitrinek létesültek, egyesek 6 méter magasak voltak. 1895-ben aszfaltozott járdát húztak a Búzasorra, sarkára pedig egy reklámoszlopot állítottak, amely filmeket és színházi előadásokat hirdetett; ebben az időben honosodott meg a Corso (korzó) elnevezés. A tér a forgalom számára is nyitva állt; a 19. század folyamán a vásárosok szekereit és sátrait fokozatosan kiszorították a bérkocsik, majd később a taxik. 1892-ben adták át a Bertalan–Hosszúfalu-vasútvonalat, melynek a Lensoron is volt egy megállója. 1927-ben a zajra és a szennyezésre hivatkozva felszámolták a megállót és a pályaszakaszt, a megállóhelyet ettől kezdve autóbuszok használták.
A trianoni békeszerződés után Erdély – és így Brassó is – Románia része lett. A tér épületei megváltoztak: Peter Bartesch és Albert Schuller városi főépítészek korábbi javaslatai ellenére a lakóházakat – vagyis a Főtér legtöbb épületét – a tulajdonosok átépítették, a homlokzatok díszítéseinek egy részét leverték, a nagy, fakeretes kirakatokat kivétel nélkül eltávolították. A 20. század közepéig a műemlékvédelem csak a fontos középületekre, templomokra terjedt ki, így a lakóházakon bármilyen beavatkozást végezhettek.

### A 20. század közepétől
A kommunista hatalomátvételt követő 1948-as államosítás során a házakat kisajátította az állam, az egykori rezidenciákat több (akár hat) kisméretű lakásra osztották és bérlőknek adták ki, a komor földszinti üzlethelyiségekben a korra jellemző gyenge minőségű árukat forgalmaztak. Az épületek a karbantartás hiánya miatt fokozatosan leromlottak. A teret leaszfaltozták, parkolóként és autóbusz-pályaudvarként szolgált.
Bár a kommunisták igyekeztek eltörölni a „feudális kor” emlékeit, egy csapat elszánt építésznek sikerült meggyőznie a pártvezetést a Főtér történelmi és építészeti értékéről. Már az 1970-es években építészeti rezervátummá nyilvánították, majd az 1980-as években – a szükséges engedélyek beszerzése után – az épületeket kijavították, felújították, visszaadva régi kinézetüket: egyeseket régi fényképek és rajzok alapján restauráltak (például a 27. számú házat), másokat – képek hiányában – feltételezések, a megmaradt eredeti elemek tanulmányozása alapján (például a 14, 24, 25. számú házakat).
A tér az 1987–1989-es átépítés alkalmával nyerte el jelenlegi formáját: az autóforgalmat a lensori oldalra korlátozták, a többi részt gyalogos sétálózónává alakították át. A régi városháza elé szökőkutat építettek, visszaállították a búzasori kutat, az épületeket élénk színekre festették. A kommunizmus bukását követő évtizedekben az épületeket visszaszolgáltatták az eredeti tulajdonosok leszármazottjainak, ma legtöbbjük utcafronti részében éttermek, üzletek, szállodák vannak. Háromban múzeum működik.

## Leírása
A tér trapéz alakú, oldalai többé-kevésbé párhuzamosak a várfalakkal, így alakja hasonló az egykori váréhoz. Öt kompakt házsor szegélyezi, a házak telkei keskenyek és hosszúak: a tér felé néző, többségében reneszánsz stílusú homlokzatok legtöbbje 11-15 méter széles, míg a telkek hossza 40-60 méter. Több udvar valóságos utca, ahonnan számos ház bejárata nyílik. A térről kiváló rálátás adódik a Cenkre, a Fekete templomra, valamint a Bácsélen magasodó Fekete és Fehér toronyra.
A város egyik leglátványosabb, legismertebb és legélénkebb helye; a Michelin Zöld könyve két csillaggal jegyzi. A TripAdvisor Traveler's Choice 2017-es összesítése szerint Románia tíz legnépszerűbb turisztikai látnivalója között van. Itt tartják a legtöbb szabadtéri ünnepséget, koncertet, kézműves vásárt, kulturális rendezvényt; 1992 óta itt szervezik az Aranyszarvas Fesztivált, télen itt állítanak karácsonyfát. Nyári hétvégeken 16. századi alabárdosoknak öltözött színészek elevenítik fel az őrségváltást.
A 34-ből 30 épület műemléknek van nyilvánítva; ezek közül 5 országos, 25 helyi jelentőségű műemlék. Az alábbi listában a számok a jelenlegi házszámokat jelölik.

### A régi városháza
Kezdetben a szűcsök céhének épülete állt itt, amire később emeletet húztak a város tanácsa számára, ahol a tanács a panaszosokat fogadta. 1503-ban említik először városházaként, tornyát 1528-ban fejezték be, többször kibővítették. Az 1689-es tűzvészben megsemmisült, újjáépítése több évtizedig tartott. Jelenlegi formáját az 1776–1778 közötti átépítés során nyerte el. A szűcsök egészen 1872-ig, a céhek megszüntetéséig birtokolták a földszinti helyiségeket. 1876-ban a városvezetés a Kapu utcai új épületbe költözött, a régi városházát ezután levéltárként és raktárként használták, többször tervbe vették a lebontását. 1949-től itt van a Brassó Megyei Történeti Múzeum.
Négyzet alaprajzú, kétszintes épület pincével, földszinttel, emelettel, és kiépített manzárddal. A hétszintes torony a keleti oldalba, az épület legrégibb részébe van beépítve. Bejárata a nyugati homlokzatból nyílik, belső kialakítása szabálytalan, tükrözve a fokozatos bővítés esetlegességeit. Három szintjén, 17 teremben a megyei múzeum kiállítása tekinthető meg, mely gazdagon mutatja be Brassó történetét.

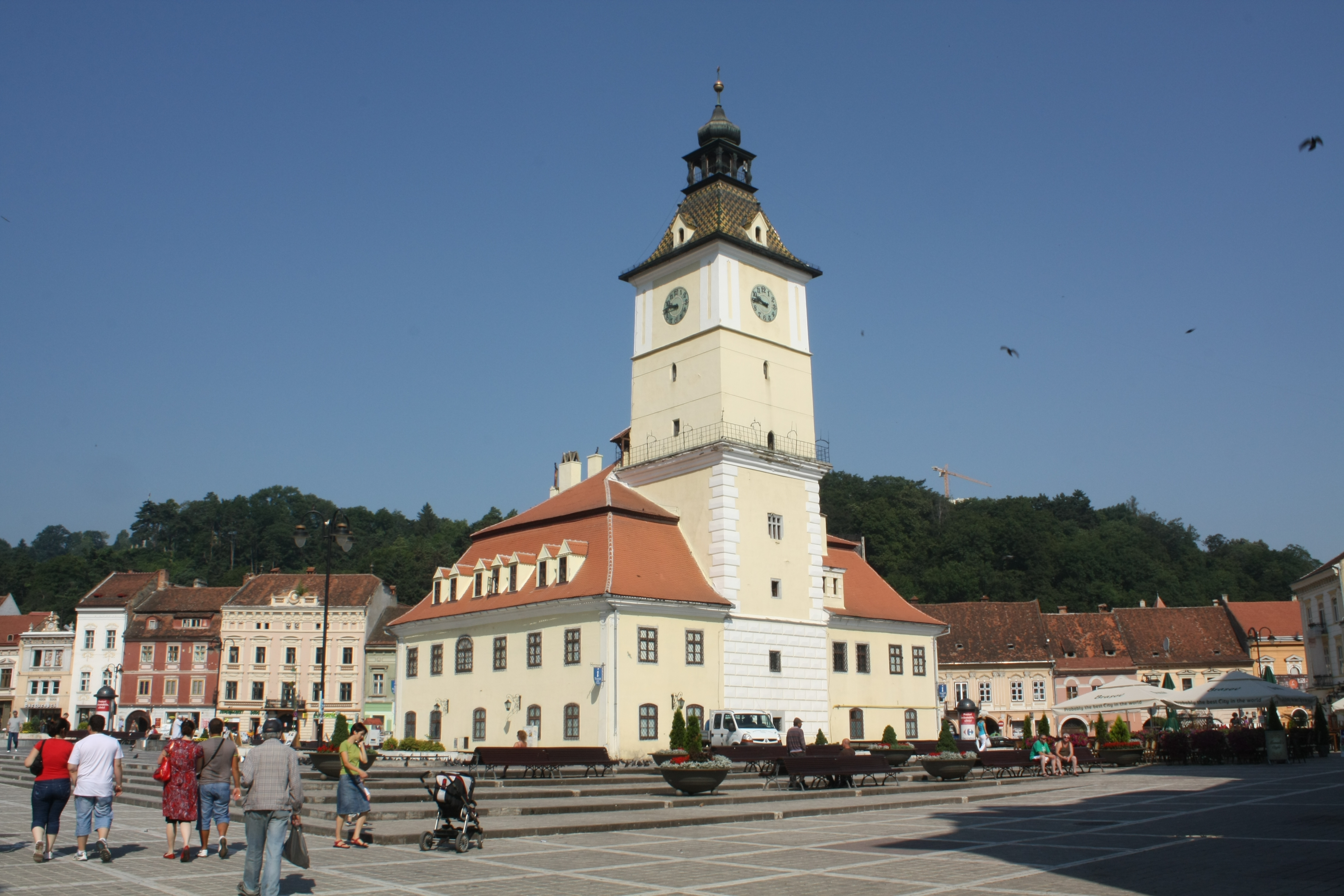
Kelet felől
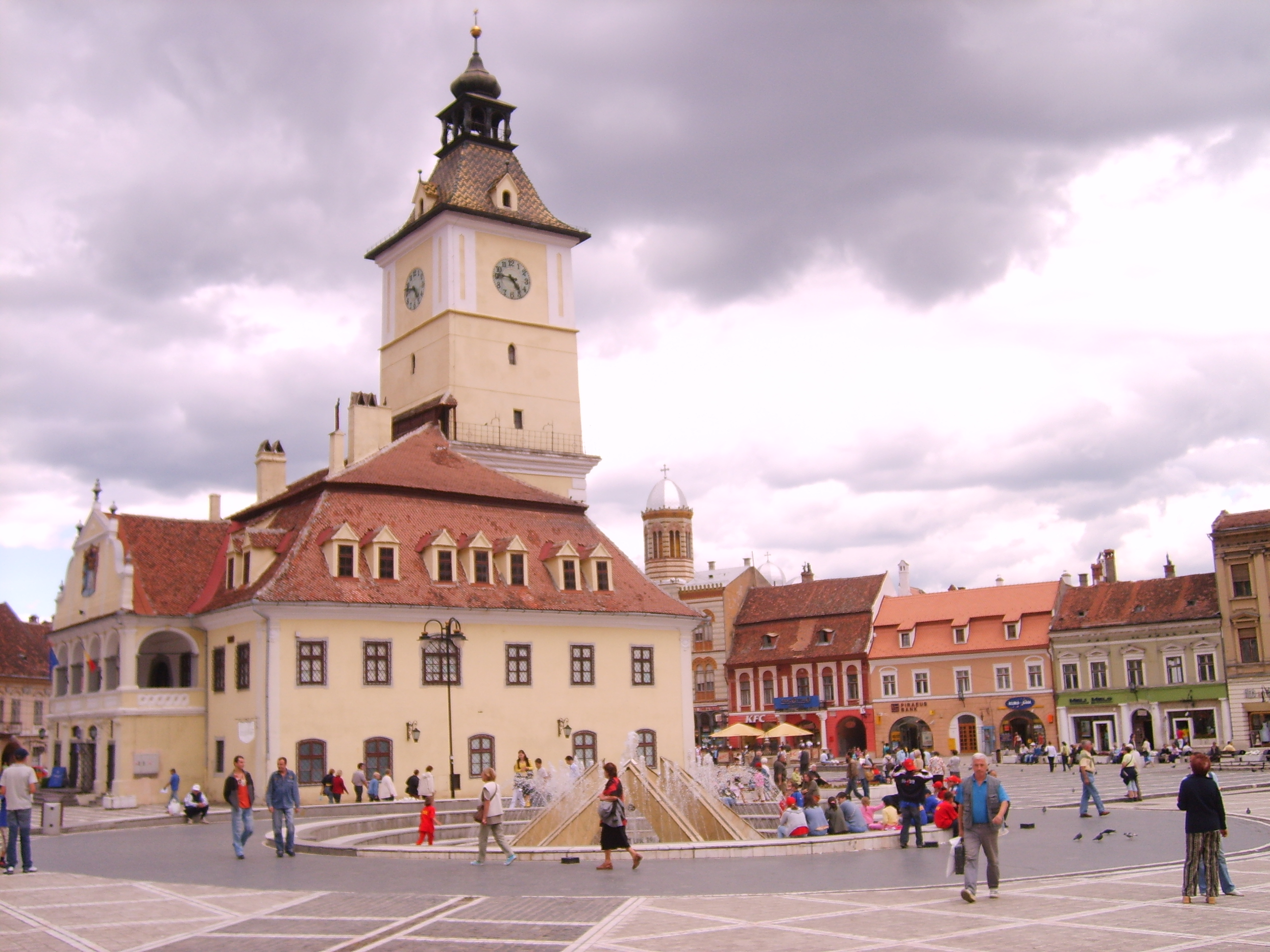
Dél felől
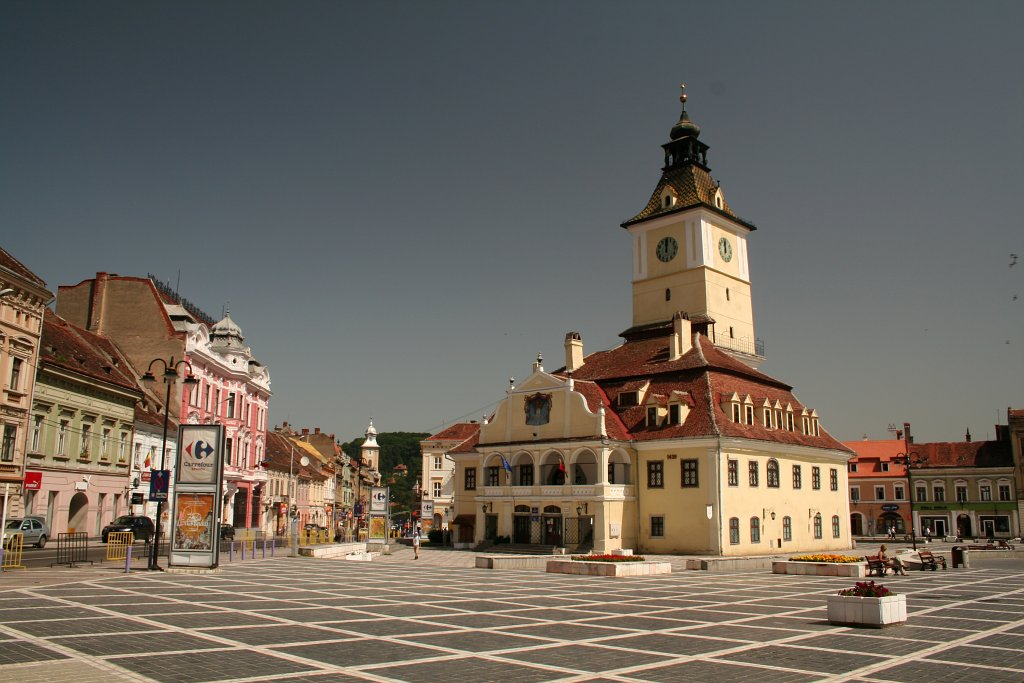
Nyugat felől
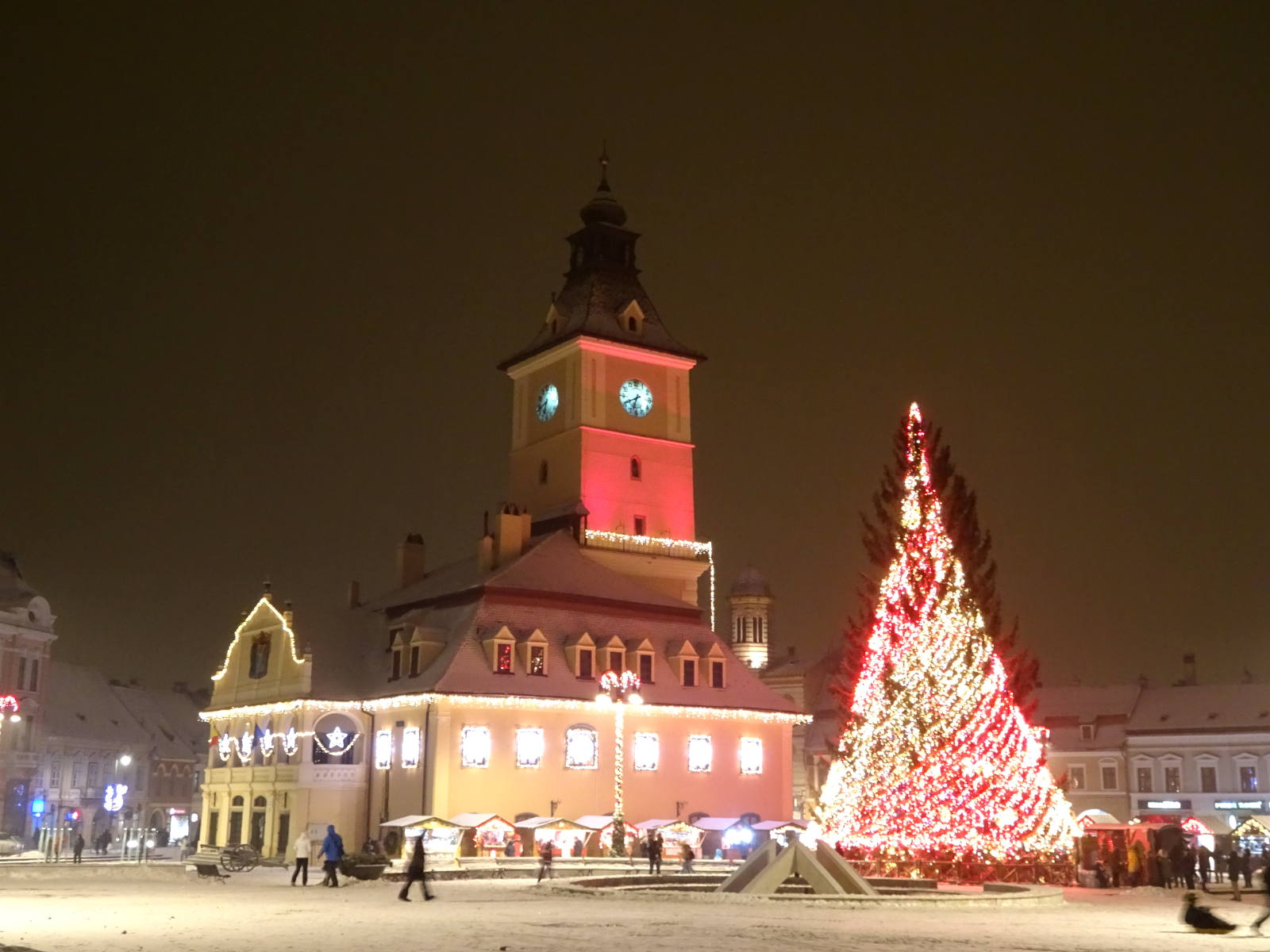
2016 karácsonyán
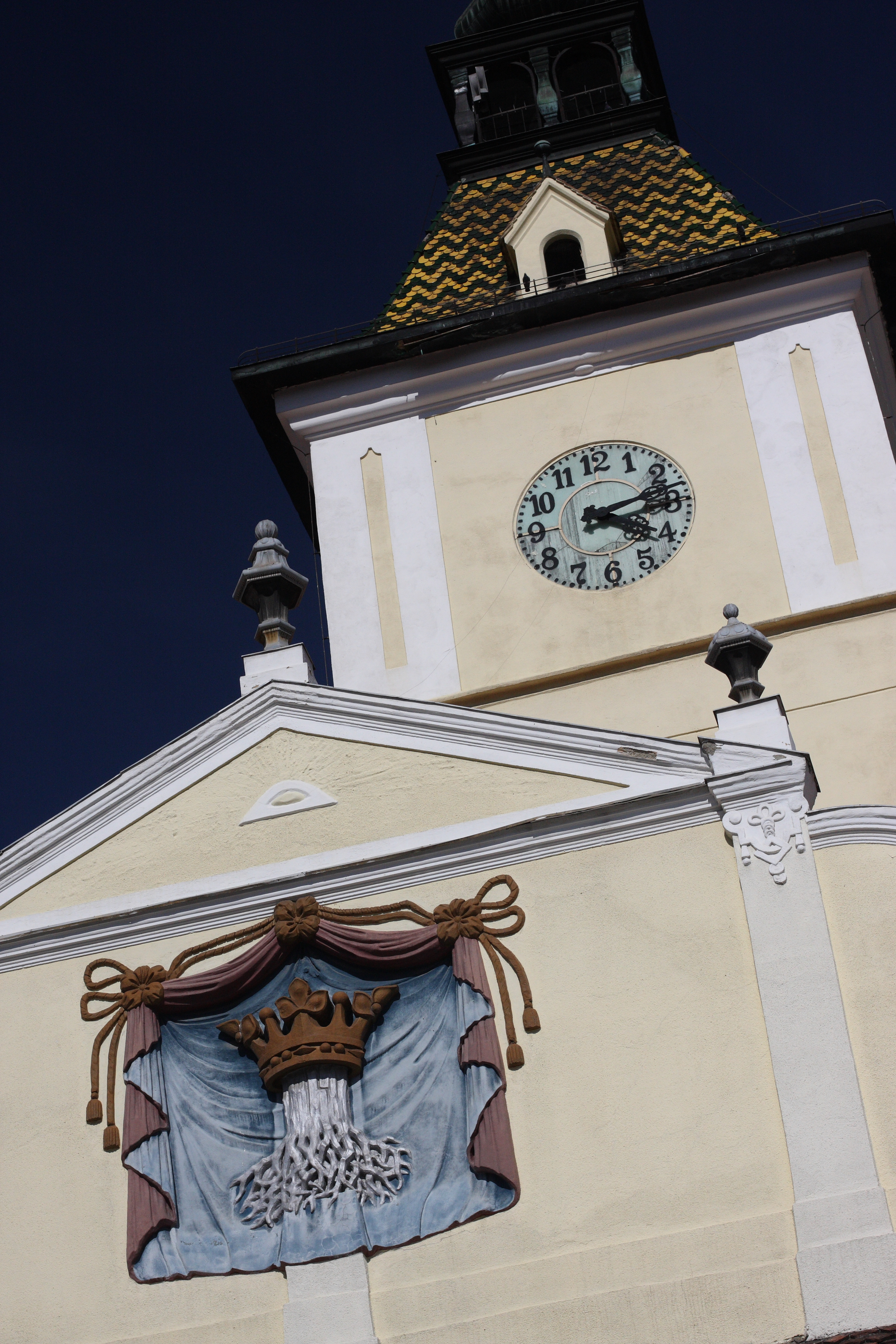
A torony és a címer

### Búzasor
A Búzasor (Kornzeile) vagy Korzó a Főtér északkeleti oldala, képét az ortodox templom uralja. A legtöbb ház földszintjén éttermek és kávézók vannak, előttük napernyők alatt asztalok várják a turistákat.
- Trauschenfels-ház (a Főtér és a Kolostor utca sarkán), 1852-ben építtette Friedrich Schneider vaskereskedő egy korábbi ház helyén. Schneider után lánya, Josephine von Trauschenfels örökölte. Háromszintes, masszív épület, földszintjén 1894-ig kovácsműhelyek működtek. 1894-ben Alexander Drechsler megvásárolta a földszinti helyiségeket, és a válaszfalakat eltávolítva kávéházat alakított ki, mely 1895 januárjában nyílt meg.[30]
- 1. Albrichsfeld–Kamner-ház, kétszintes, P alaprajzú épület gótikus és reneszánsz elemekkel, melyek többszöri átépítésre utalnak. A portál felső része 1587-ből való, az ajtótok ennél régebbi.[40] A földszinti termek falait gazdag reneszánsz falfestmények díszítették, amelyek egy átépítés során sajnálatos módon megsemmisültek. A belső udvarból állítólag alagutak vezettek a városházába és a várfalon kívülre.[41]
- 2. Vasady-ház, háromszintes épület, manzárddal és pincével; eredetileg a 16. századból származik, később többször újjáépítették.
- 3. Főtéri ortodox templom és a hozzá tartozó épületek és paplak. A románok 1833-ban ezen a helyen építettek kápolnát, melyet kezdetben csak hátulról, a Rózsapiac felől lehetett megközelíteni, mivel a város határozata értelmében nem nyílhatott bejárata a Főtérről. A mai templom a bécsi görög templom modellje alapján, Brus szász építész tervei szerint épült 1895 és 1896 között; az utcafronti, bizánci stílusú épület mögött helyezkedik el (melyet szintén 1896-ban építettek).[42] Korábban itt állt Brassó legelső, 1786-ban épített kétemeletes lakóháza.[24]
- 4. Czeides-ház, kétszintes, négy szárnyból álló épület; az alatta húzódó, boltíves átjáró összeköti a Főteret a Rózsapiaccal. A 19. században Petrus Czeides centumvir otthona volt. 1849 márciusában itt szállt meg Bem József tábornok, és a ház erkélyéről intézte beszédét a brassóiakhoz. A 20. század elején itt működött a Deutsche Kasino német irodalmi kör.[14]
- 5. Wallbaum-ház, kétszintes, L alaprajzú épület. 1924-ben jött létre két 16. századból származó, a 18. században felújított ház egybeépítéséből.[33] 1720-ban Johann Albrich orvos itt nyitotta meg Zum Schwarzen Adler (Fekete sas) gyógyszertárát, a város negyedik patikáját (utódai később átkeresztelték Schutzengel, vagyis Őrangyal névre).[43]
- 6. Fabritius-ház, szintén a 16. századból származó, majd később újjáépített épület, egykor a gazdag Fabritius kereskedőcsalád tulajdona.
- 7. Mandl-ház, az 1890-es években emelt, háromszintes épület; korábban egy kisebb, kétszintes épület állt itt. Négy szárnya egy belső udvart fog közre, a telek hátsó részén egy- és kétszintes házak vannak. Az 1940-es években átépítették.[33]
- 8. 16. századból származó ház, két-, illetve háromszintes, E alaprajzú. A szomszédos, 9. szám alatti épülettel egybenyílik mind a földszint, mind az emelet szintjén.
- 9. Honigberger-ház, 1852-ben épült háromszintes épület. Élete végén itt lakott Johann Martin Honigberger erdélyi szász orvos, gyógyszerész, orientalista.[44] 1904–1948 között itt volt Heinrich Zeidner 1867-ben alapított kiadója és könyvesboltja.[45]

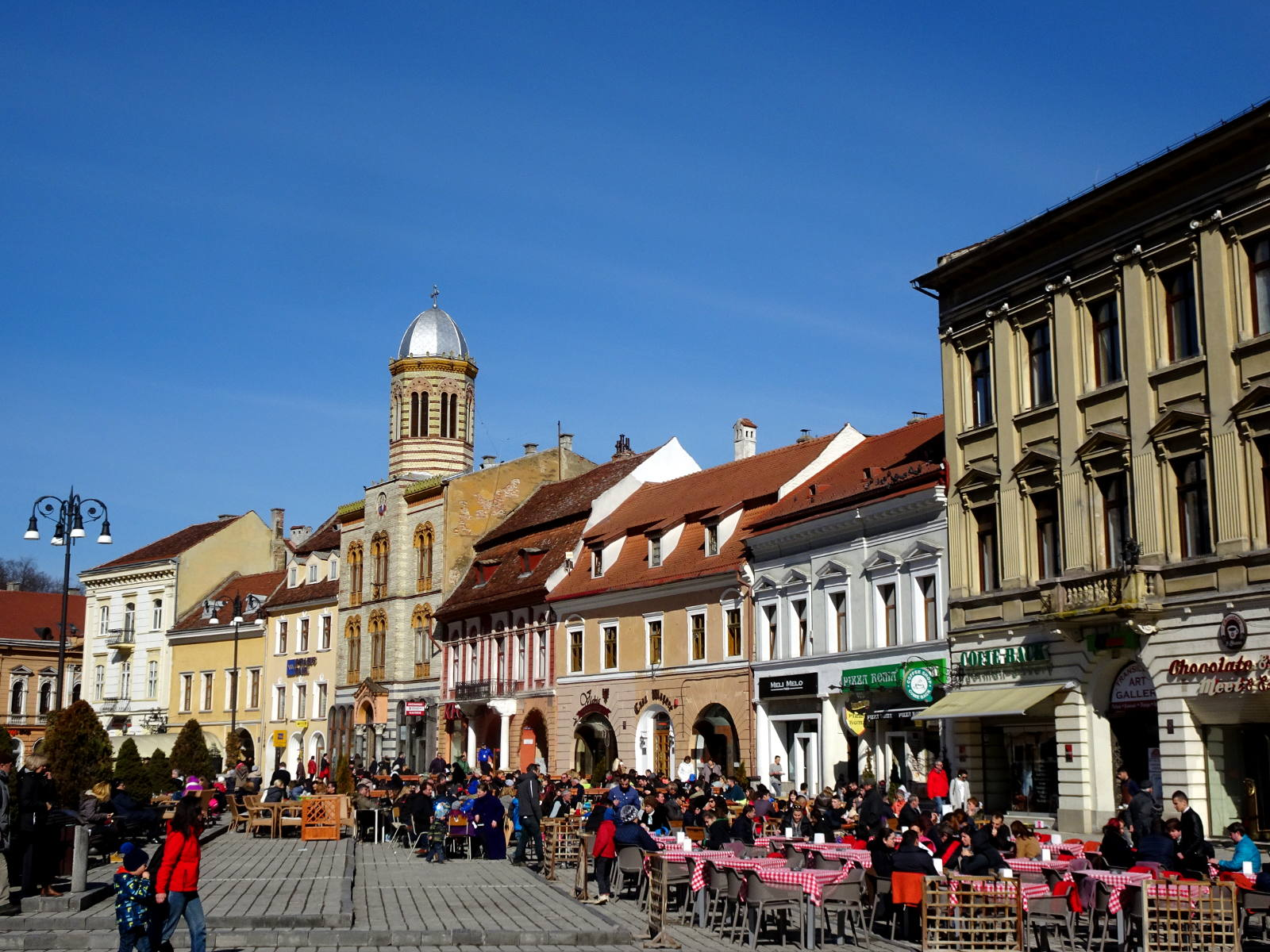
A Búzasor délről
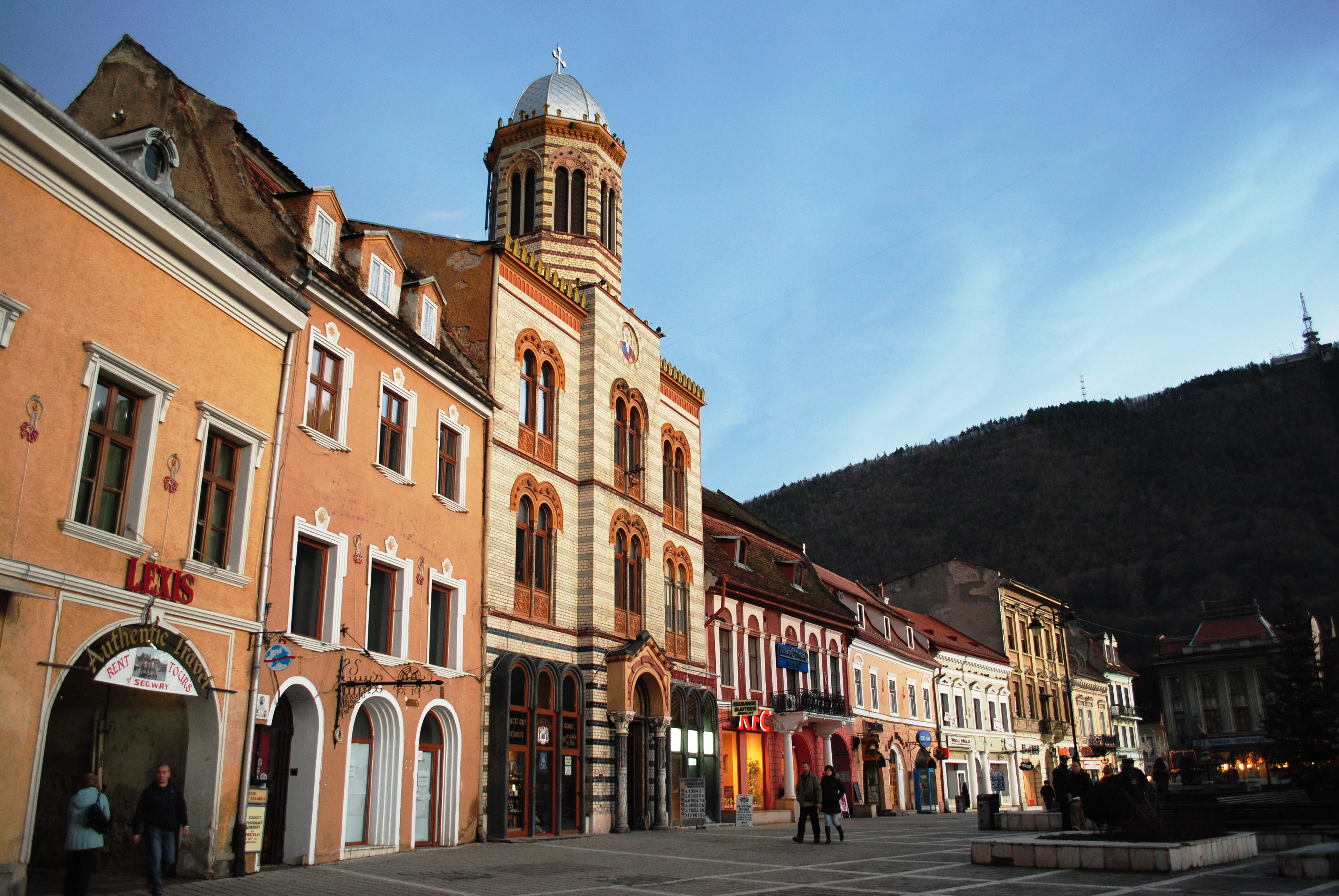
A Búzasor északról
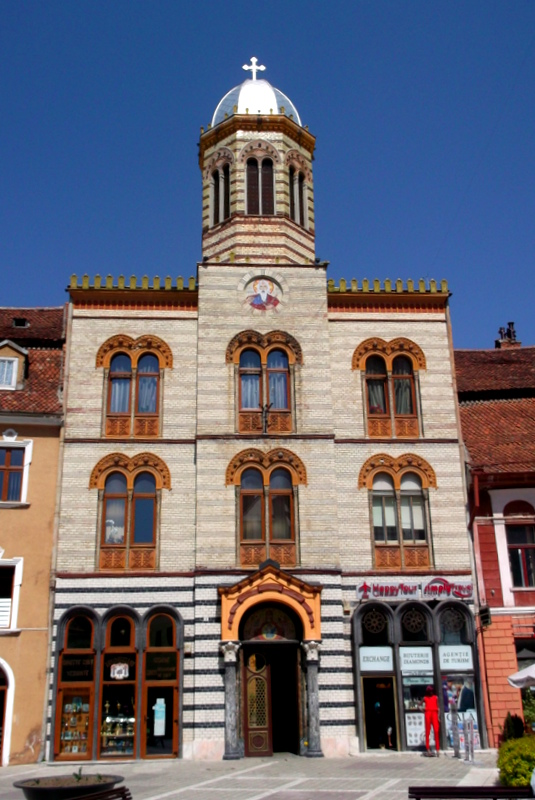
Az ortodox templomhoz tartozó épület
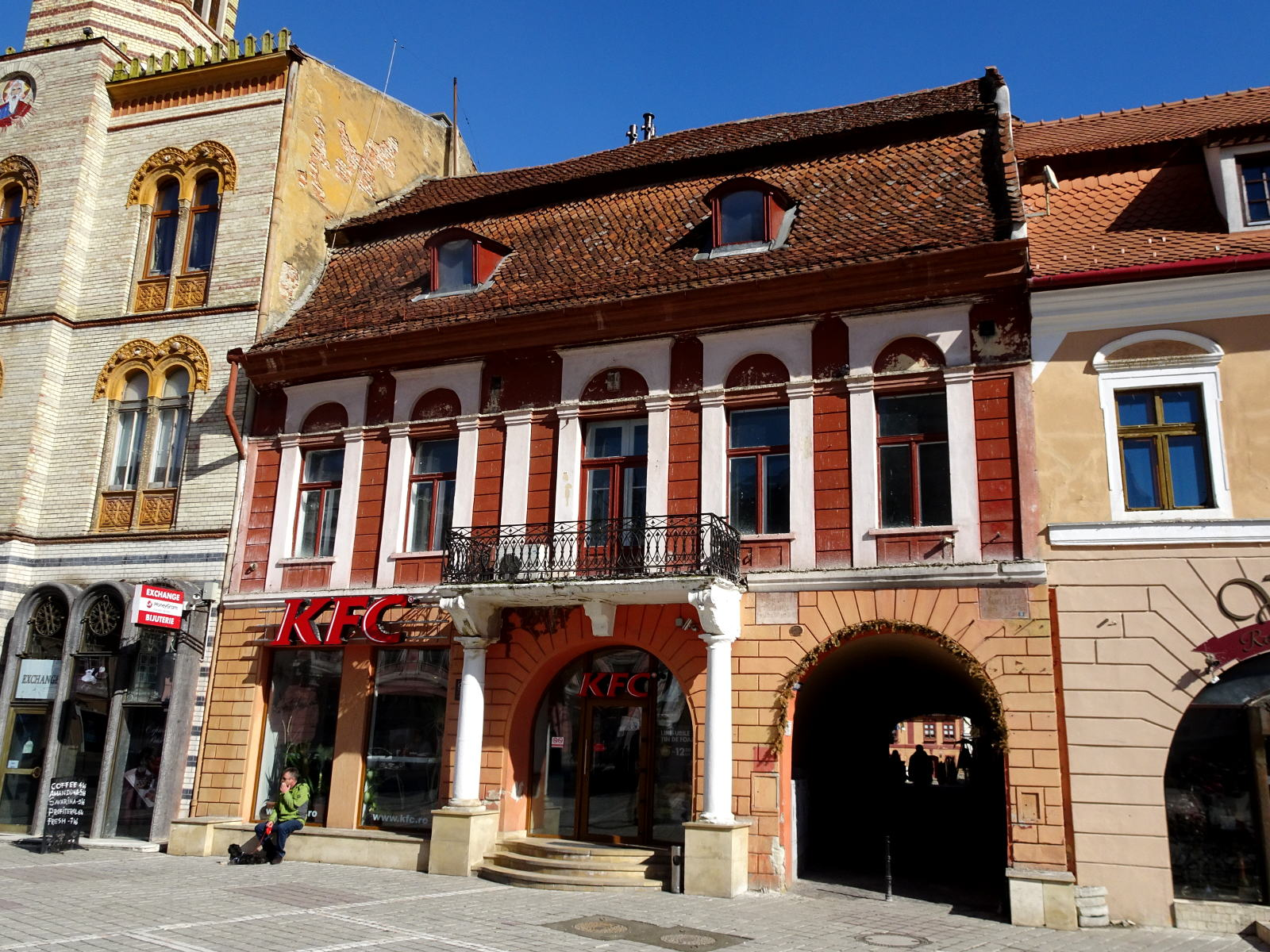
A Czeides-ház
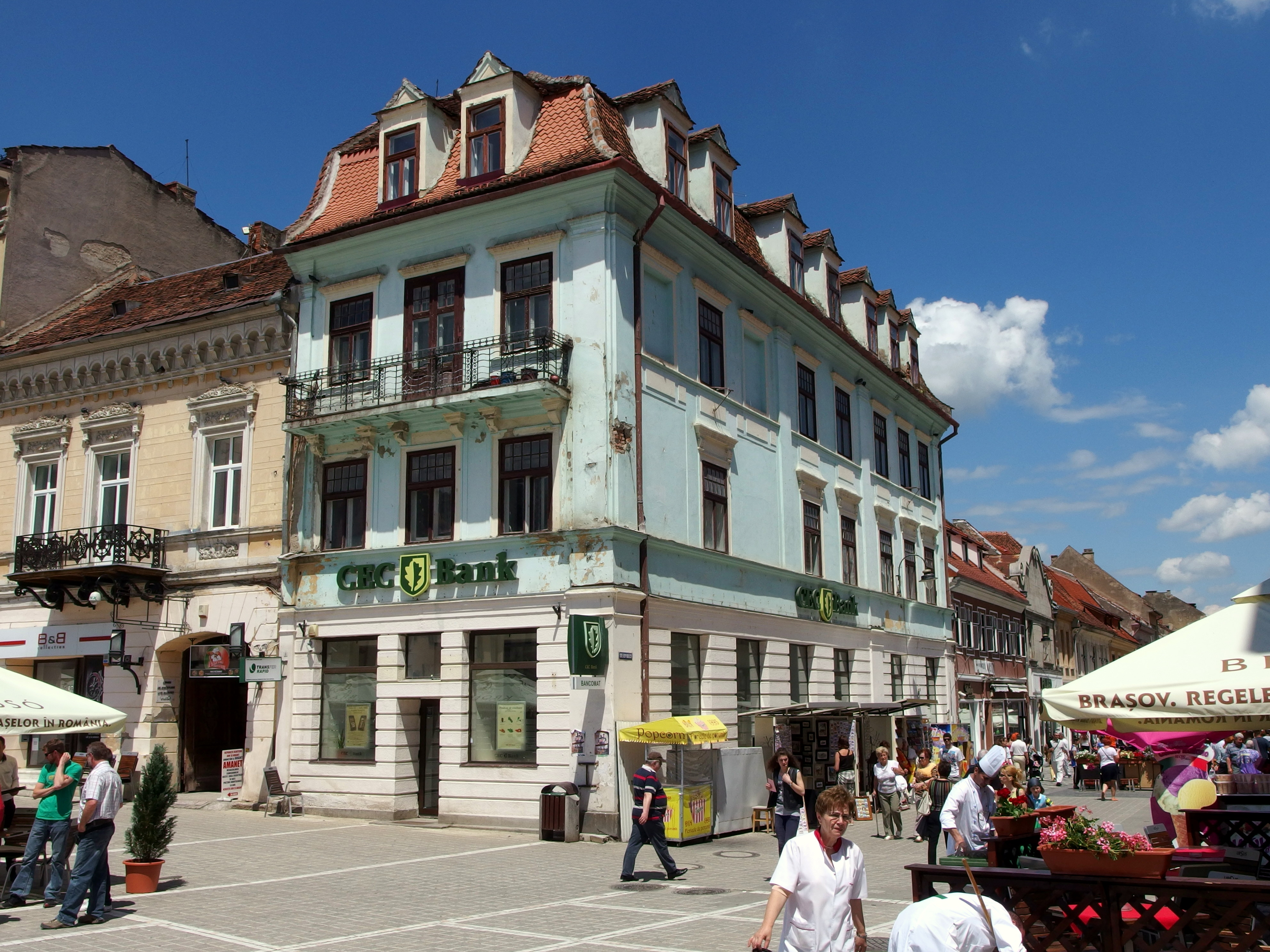
A Honigberger-ház

### Virágsor és Gyümölcssor
A Főtér délkeleti oldalának északkeleti részét (a Kapu utca felé) Virágsornak (Blumenzeile), délnyugati részét (az Apollonia Hirscher utca és a Honterus-udvar között) Gyümölcssornak (Obstzeil) nevezik. A 18. század elején Lenvászonsor (Leinwandzeile), illetve Rövid-sor (Kurze Zeil) neveken is ismerték őket.
- 10. 1930 körül épített, masszív, neoreneszánsz és art nouveau elemekkel díszített épület; itt volt a Luther-vendéglő, a brassói elit egykori találkozóhelye.[43] A belső udvarban elhelyezkedő U alakú, kétszintes, 18. századi ház műemlékként van nyilvántartva. A belső udvarból átjárás nyílik a Tehénpiac 2. szám alatti ház udvarába.
- 11. 17–18. századi kétszintes ház; négy szárnya két keskeny belső udvart fog közre.
- 12. L alaprajzú, kétszintes ház, közös bejárata és udvara van a szomszédos, 13. szám alatti házzal.
- 13. Három szárnyból álló, téglalap alaprajzú ház; itt volt a Mohrenapotheke (Szerecsen-patika, románul La Arap), melyet 1733-ban alapított Georg Boltosch, és egészen 1949-ig működött.[43]
- 14. Árucsarnok, egyéb nevein Kereskedőház vagy Hirscher-ház,[m 1] 1541–1545 között épült Apollonia Hirschernek, Lukas Hirscher városbíró özvegyének támogatásával a brassói céhek számára.[9] Alaprajza és elrendezése teljes egészében megegyezik a középkori német árucsarnokokéval, pusztán szerényebb külsőjével tér el azoktól.[46] A mesterek az épületben rendezték be műhelyeiket és üzleteiket, az árut a pincében tárolták. Az épületet több alkalommal átépítették, majd 1960-ban visszaállították eredeti formáját; jelenleg éttermeknek, üzleteknek, cégeknek ad otthont.[47]
- 15. és 16. Closius–Hiemesch–Giesel-házak, 1566-ból származó, a 18. és a 19. században reneszánsz stílusban újjáépített, három összeépült házból álló épületegyüttes. Számos generáción keresztül szász patriciuscsaládok rezidenciája volt. A földszinti helyiségeket reneszánsz, az emeletieket klasszicizáló szekkók díszítik. A közelmúltban különös gonddal felújították, a Closius-házban nyílt meg Brassó Városi Civilizációjának Múzeuma.[48]
- 17. Cziegler-ház; ezen a helyen volt a város legelső, legelőször 1512-ben említett gyógyszertára, amely a kolostorok és nemesi udvarok officináihoz hasonlóan működött. A telek jelenlegi háza 1781-ből származik, kezdetben Andreas Cziegler, majd Radu Orghidan kereskedőké volt. 1850-ben átvette a brassói takarékpénztár, majd a 19. század végén az evangélikus egyházközség.[49]

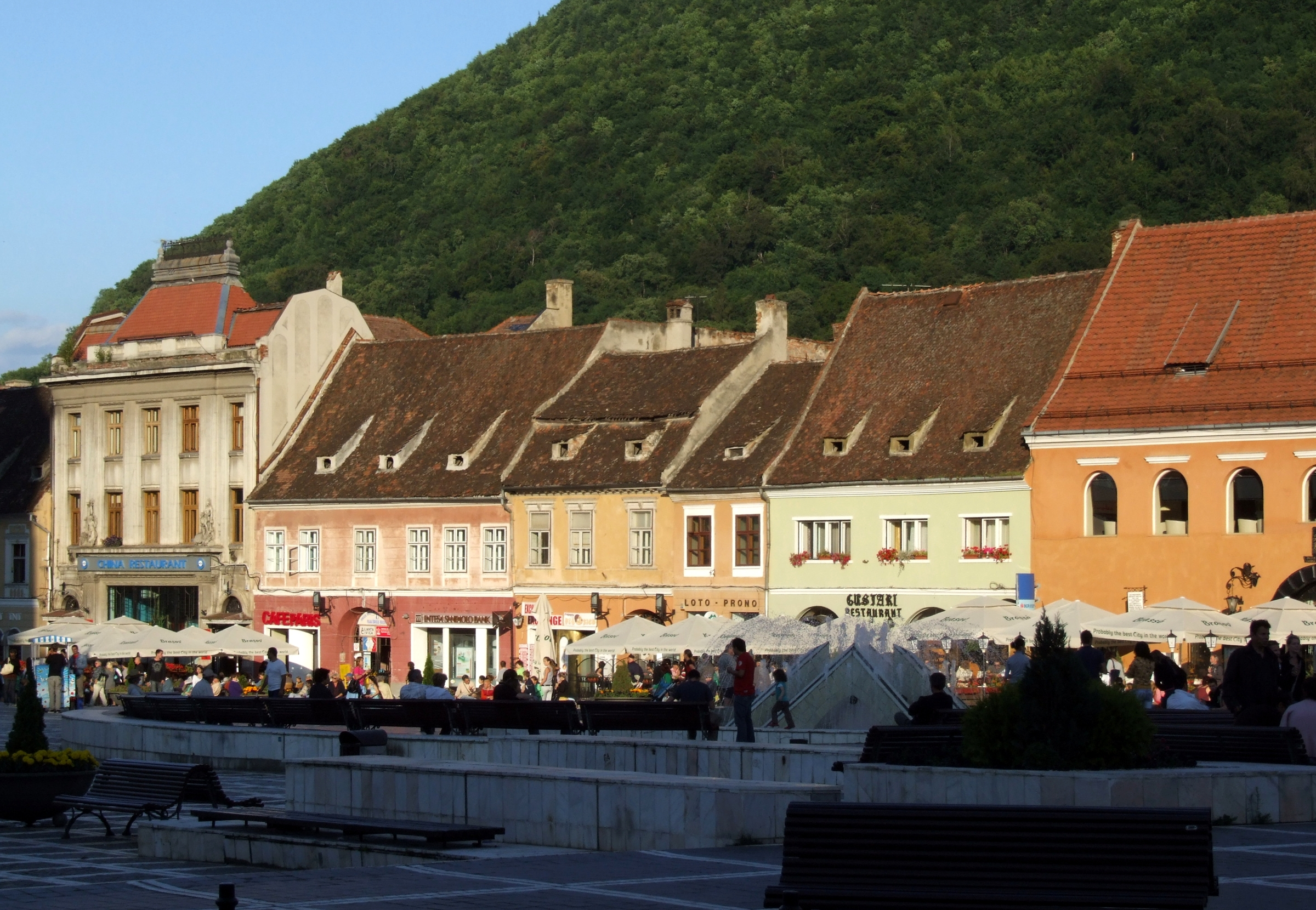
A Virágsor
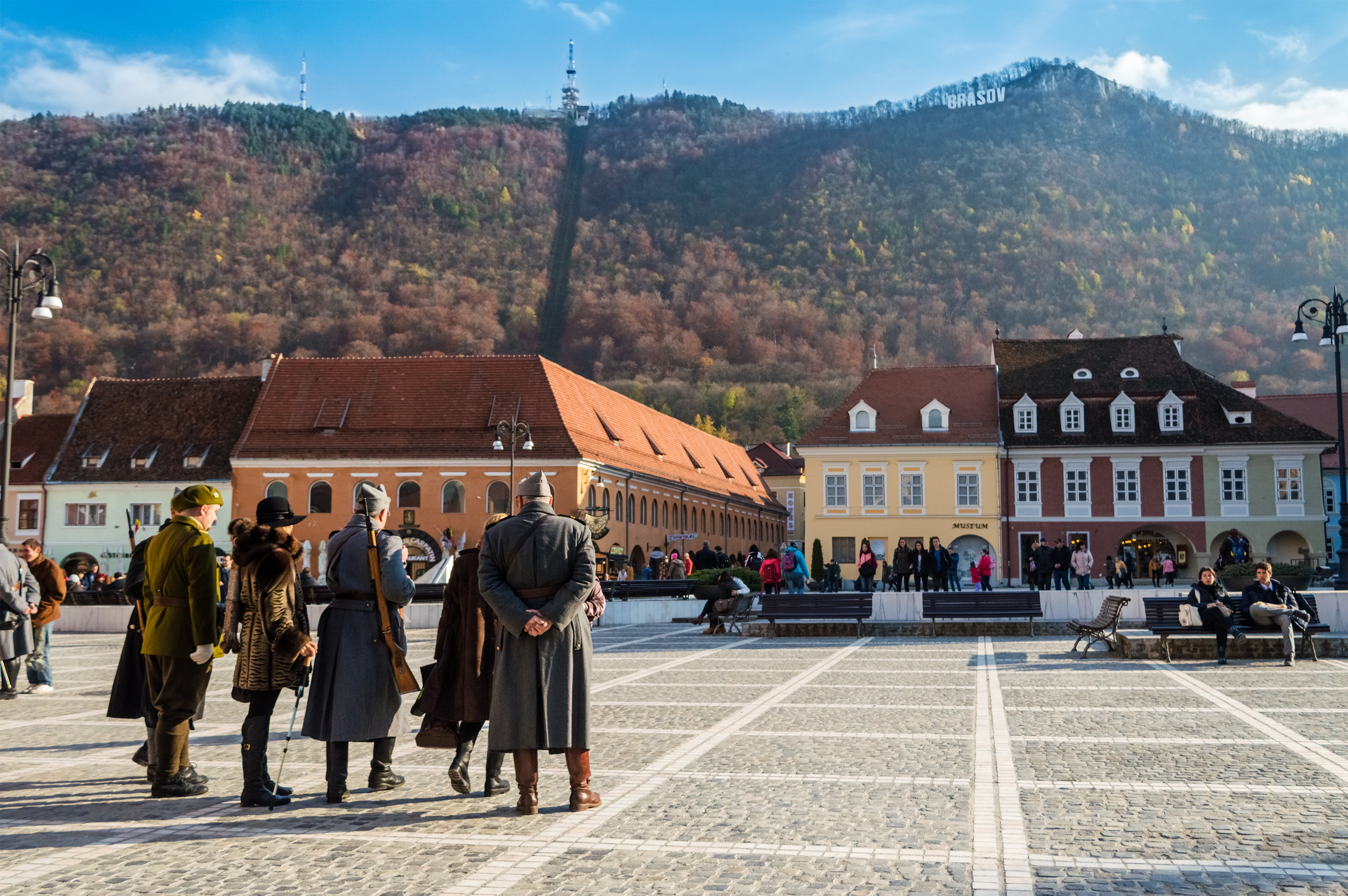
A Virágsor, háttérben a Cenk
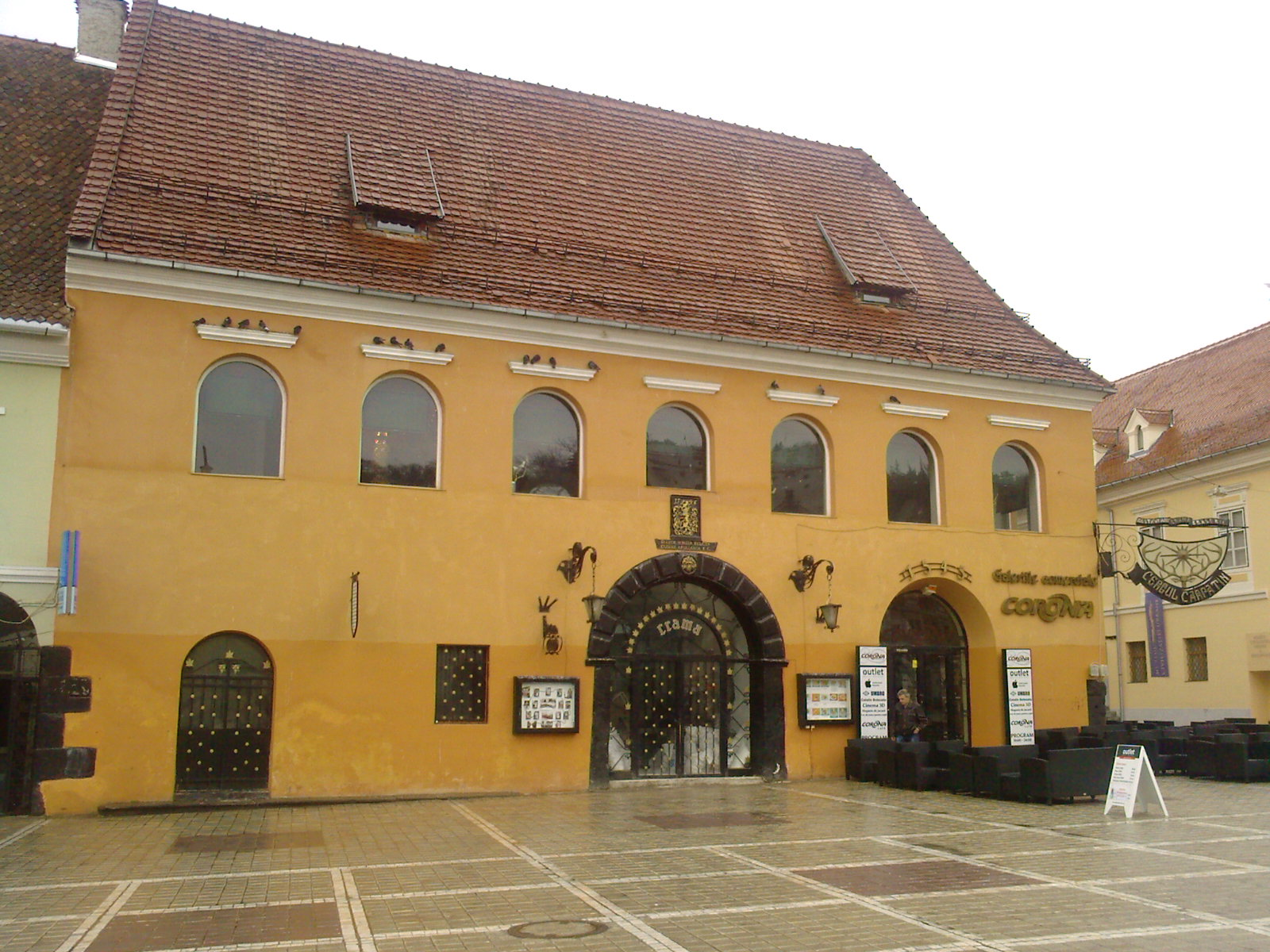
Az Árucsarnok
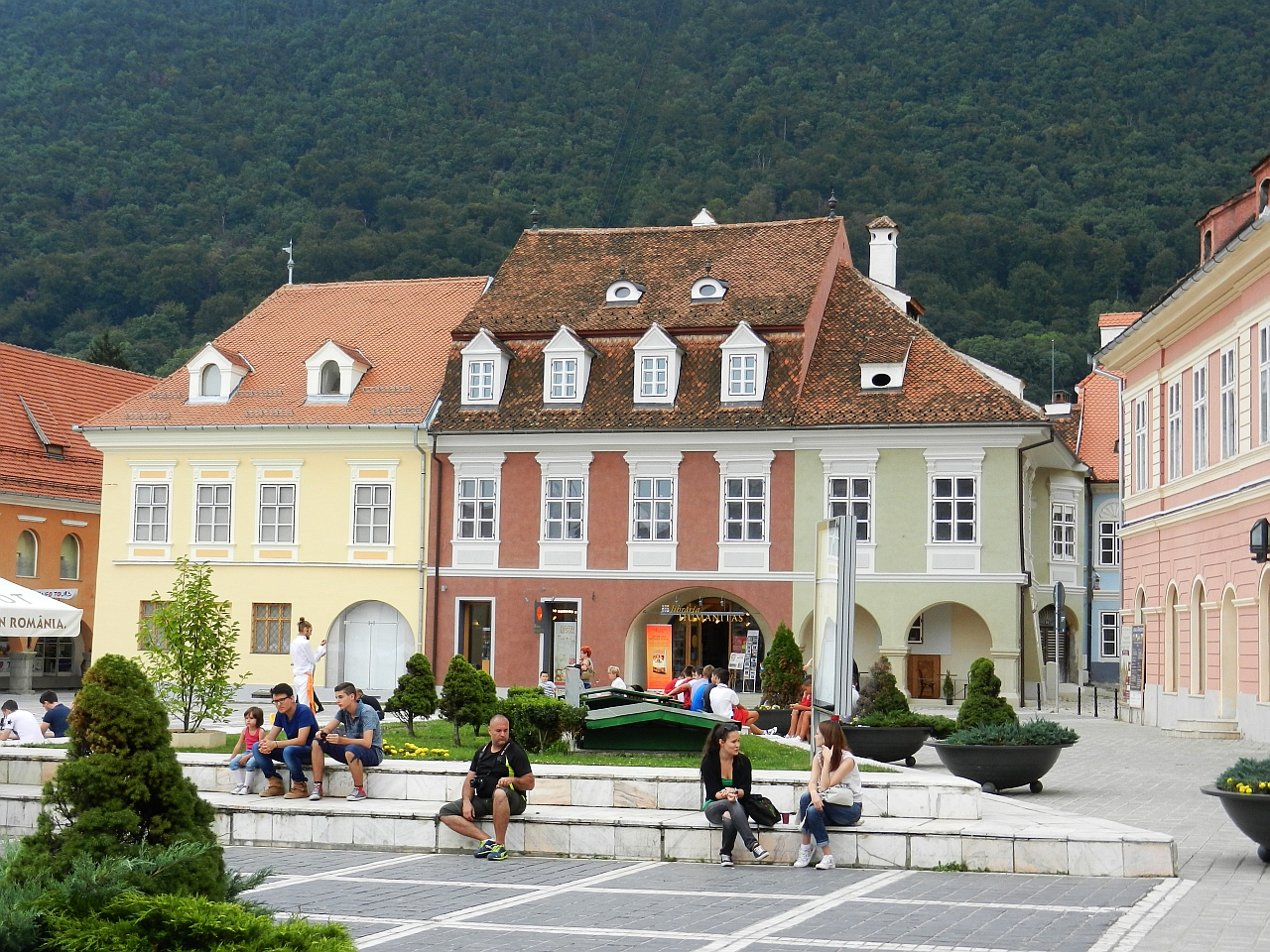
A Closius–Hiemesch–Giesel-házak
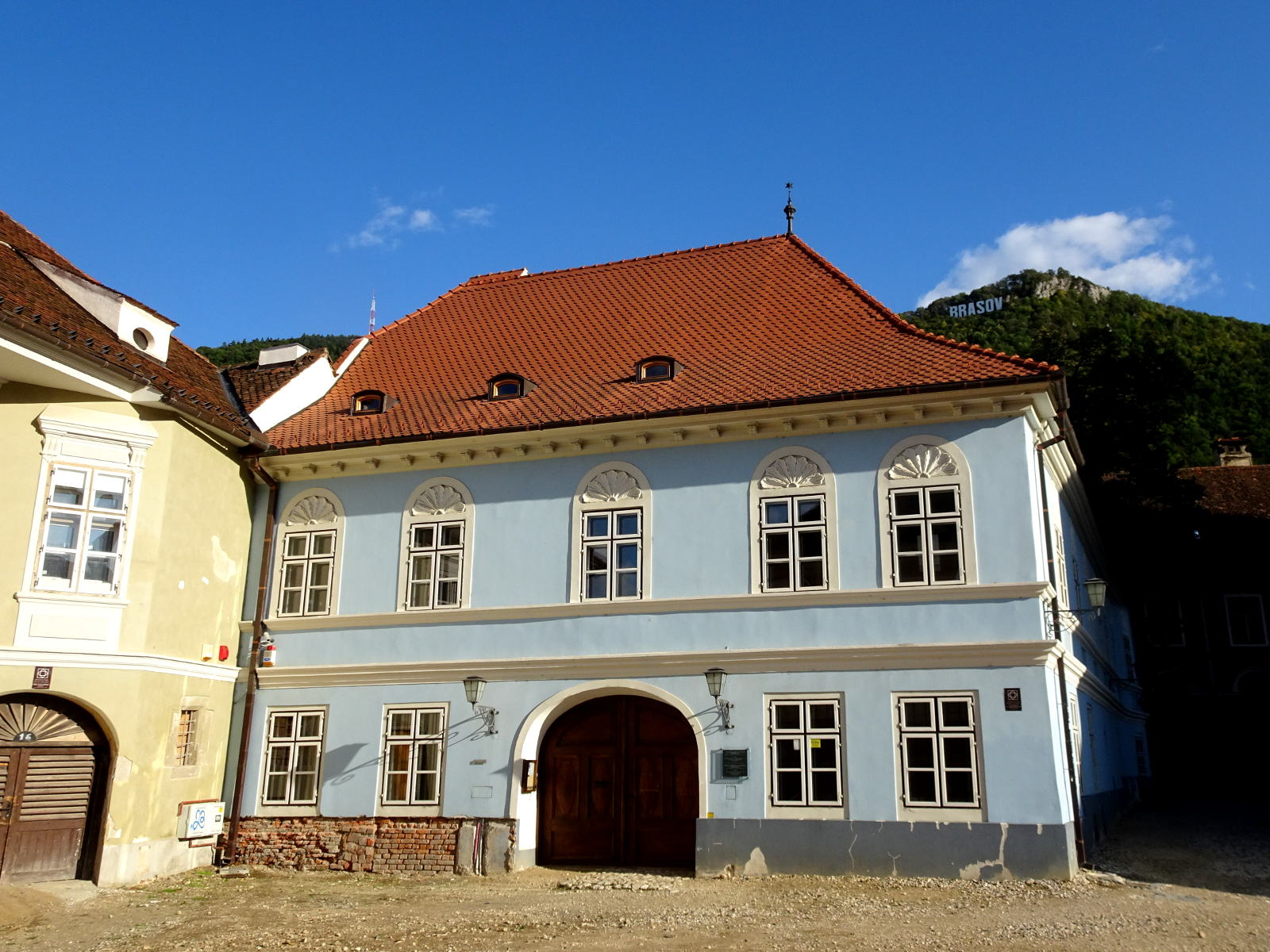
A Cziegler-ház

### Kádársor
A Kádársor (Böttcherzeile vagy Fassbinderzeile) a Főtér délnyugati oldala, a Honterus-udvar és a Lópiac között. A 18. században a Gyapjúsor (Baumwollzeile) elnevezést is feljegyezték.
- 18. Filstich–Plecker-ház, két lakóházból álló épületegyüttes, mely a város két gazdag patriciuscsaládjának adott otthont. A Filstich-házban volt 1843–1948 között a Hesshaimer kereskedőcsalád Zum weißen Löwen (Fehér oroszlánhoz) cége és üzlete.[50] A Plecker-házban volt 1886–1948 között a nagyszebeni Albina Bank brassói fiókjának székhelye.[51] Az 1950-es években a homlokzatot átépítették, a földszinti helyiségeket egybenyitották, és itt rendezték be a Carpați üzletet.[33]
- Benkner-ház (a Főtér és a Lópiac sarkán), klasszicista stílusú saroképület. A 16. században itt lakott Johannes Benkner városbíró, aki többek között a Honterus-gimnázium bőkezű támogatója volt, és tevékeny részt vett a brassói papírmalom alapításában. A 19. században a Plecker család lakta, jelenlegi formája 1872-ből származik.[52][53] Az emeleten van jelenleg a román Szociáldemokrata Párt brassói fiókjának székhelye.

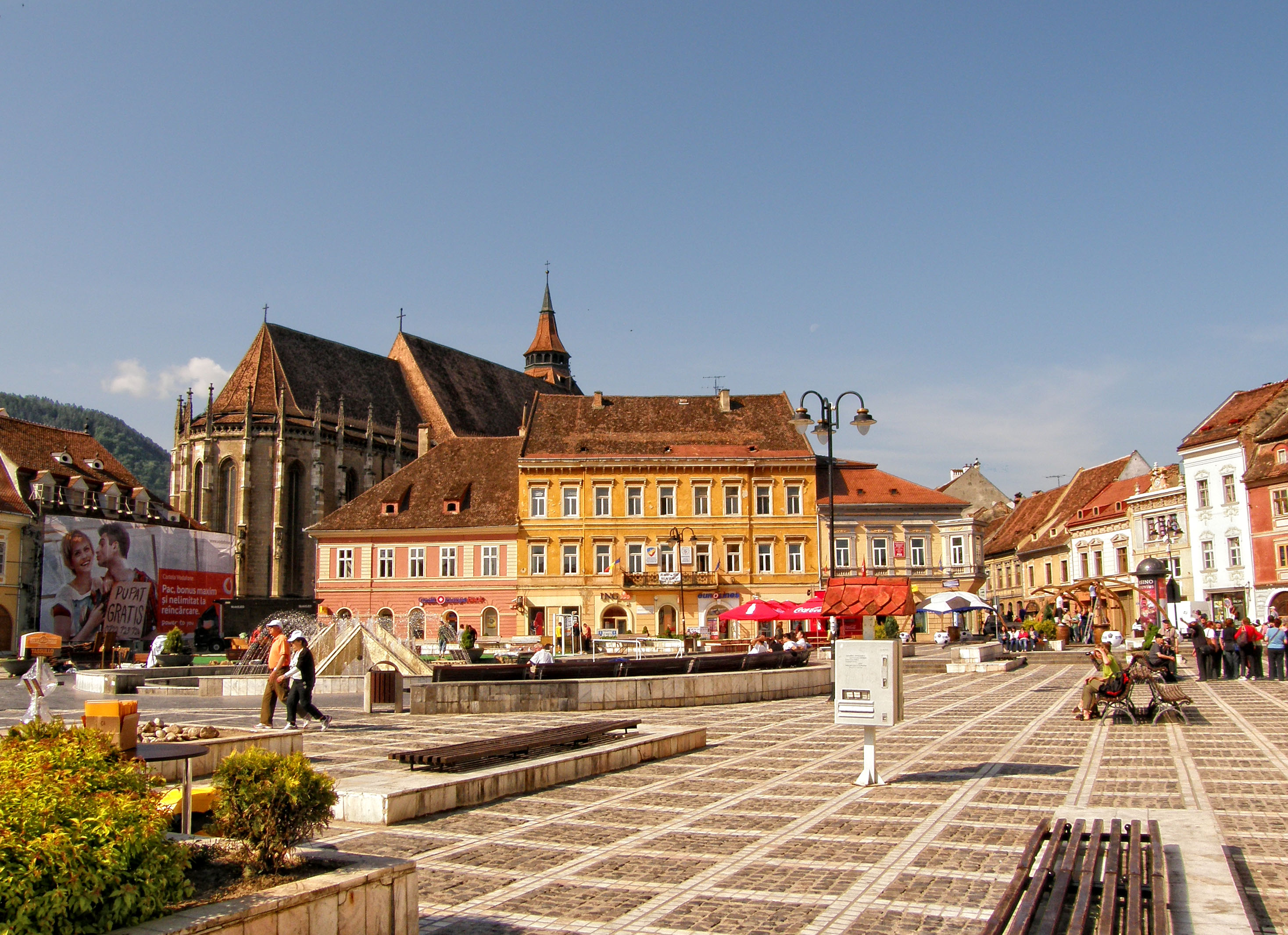
A Kádársor
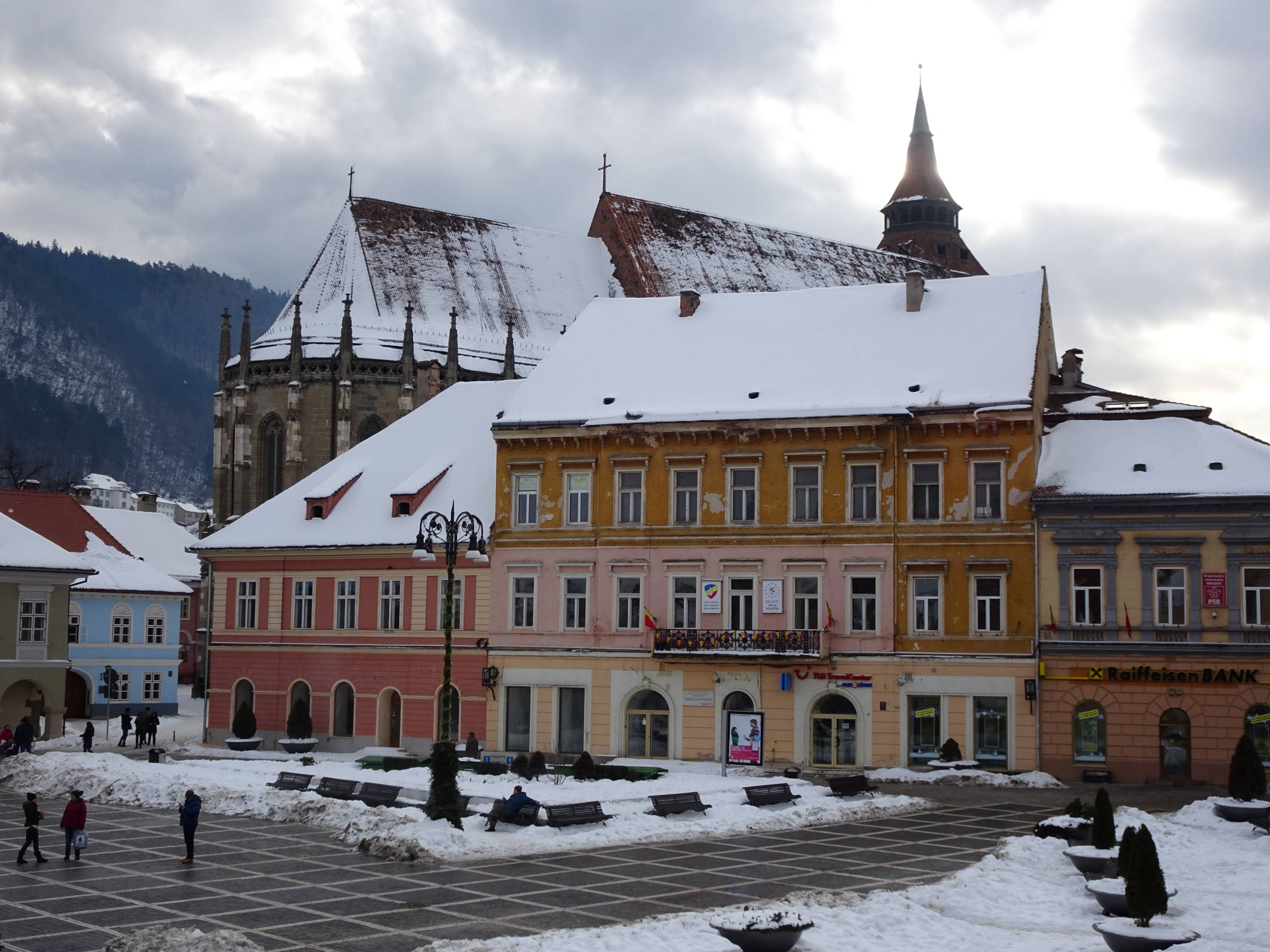
A Kádársor télen
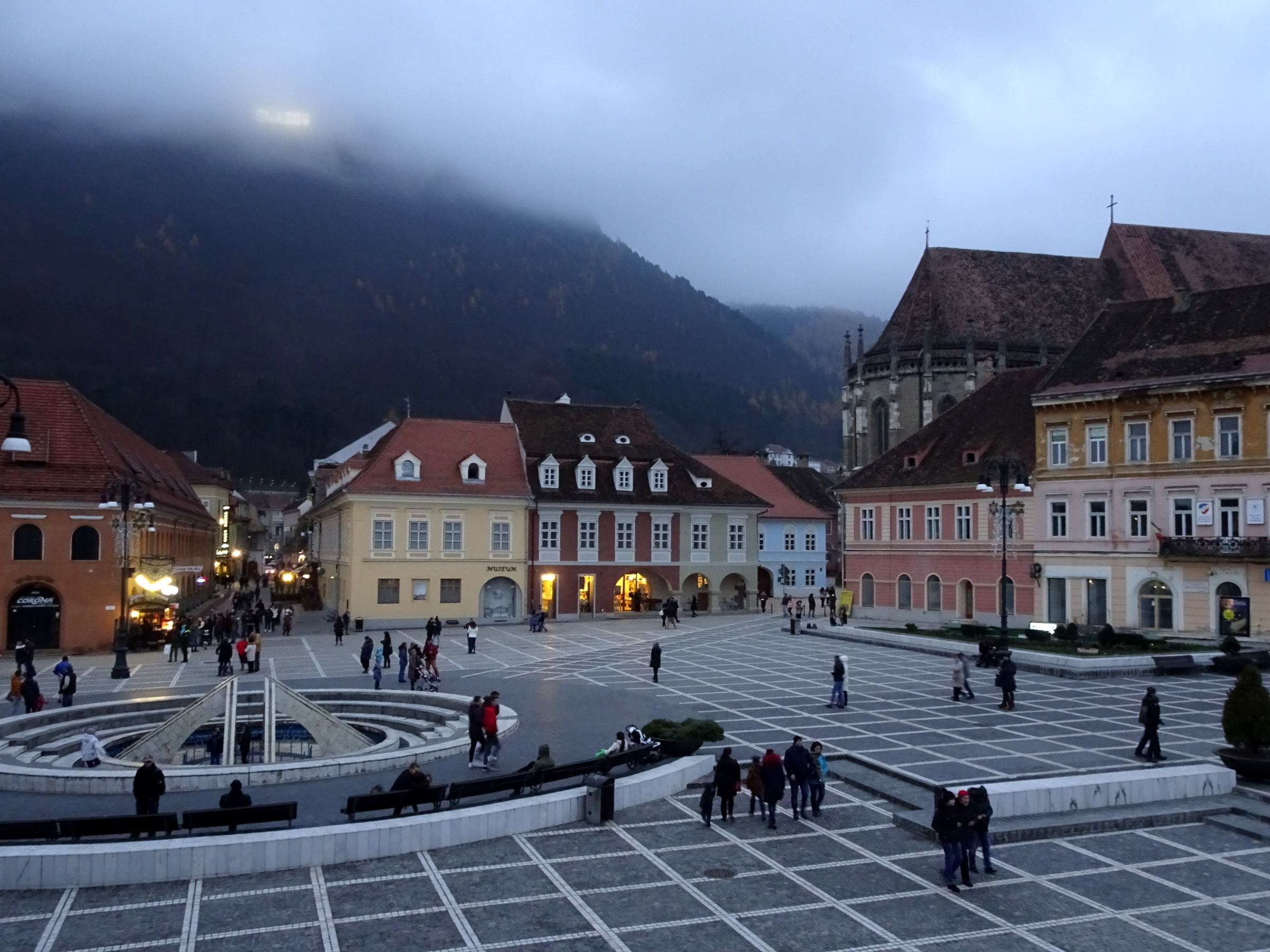
A Virágsor és Kádársor sarka
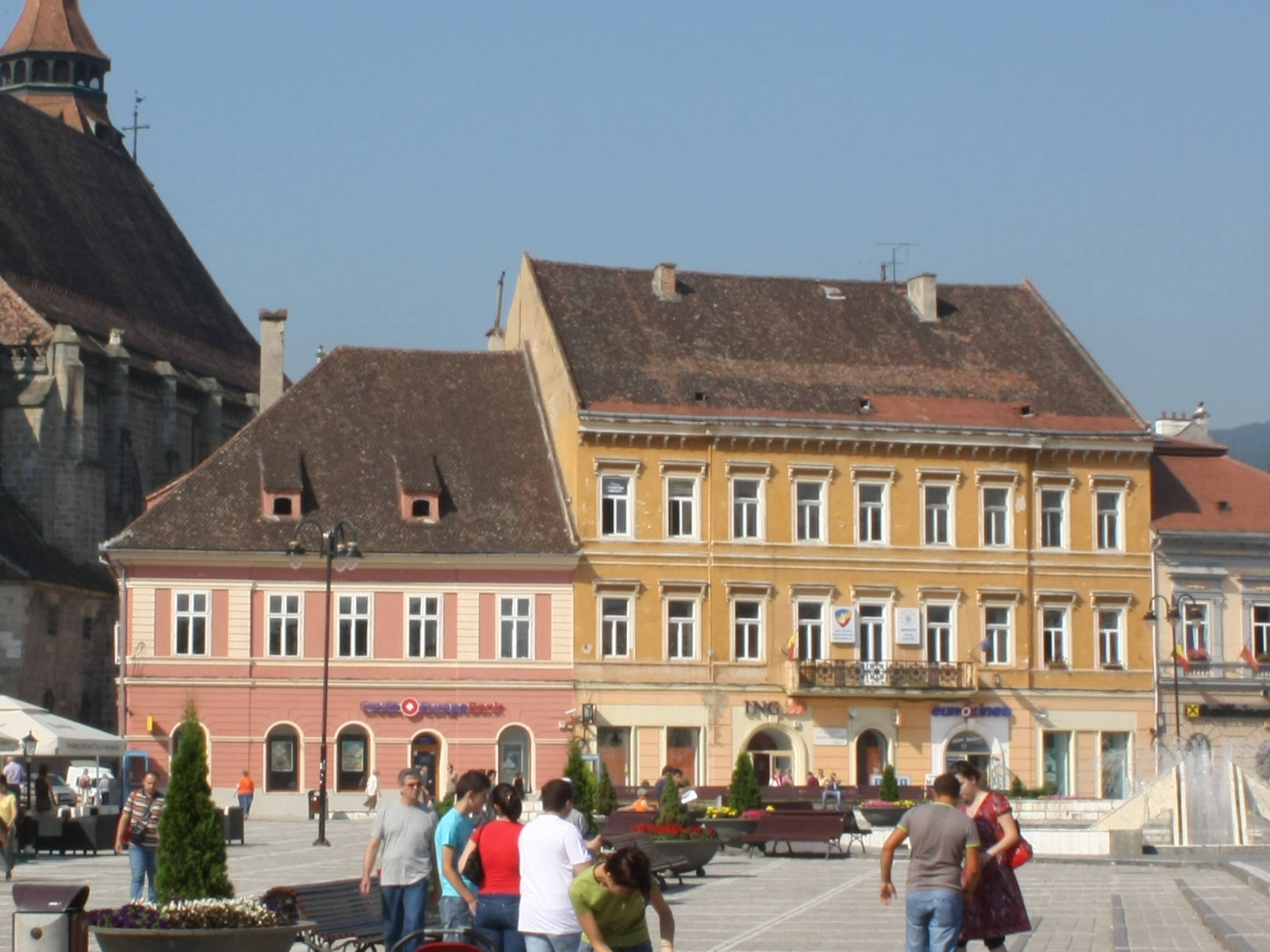
A Filstich–Plecker-ház
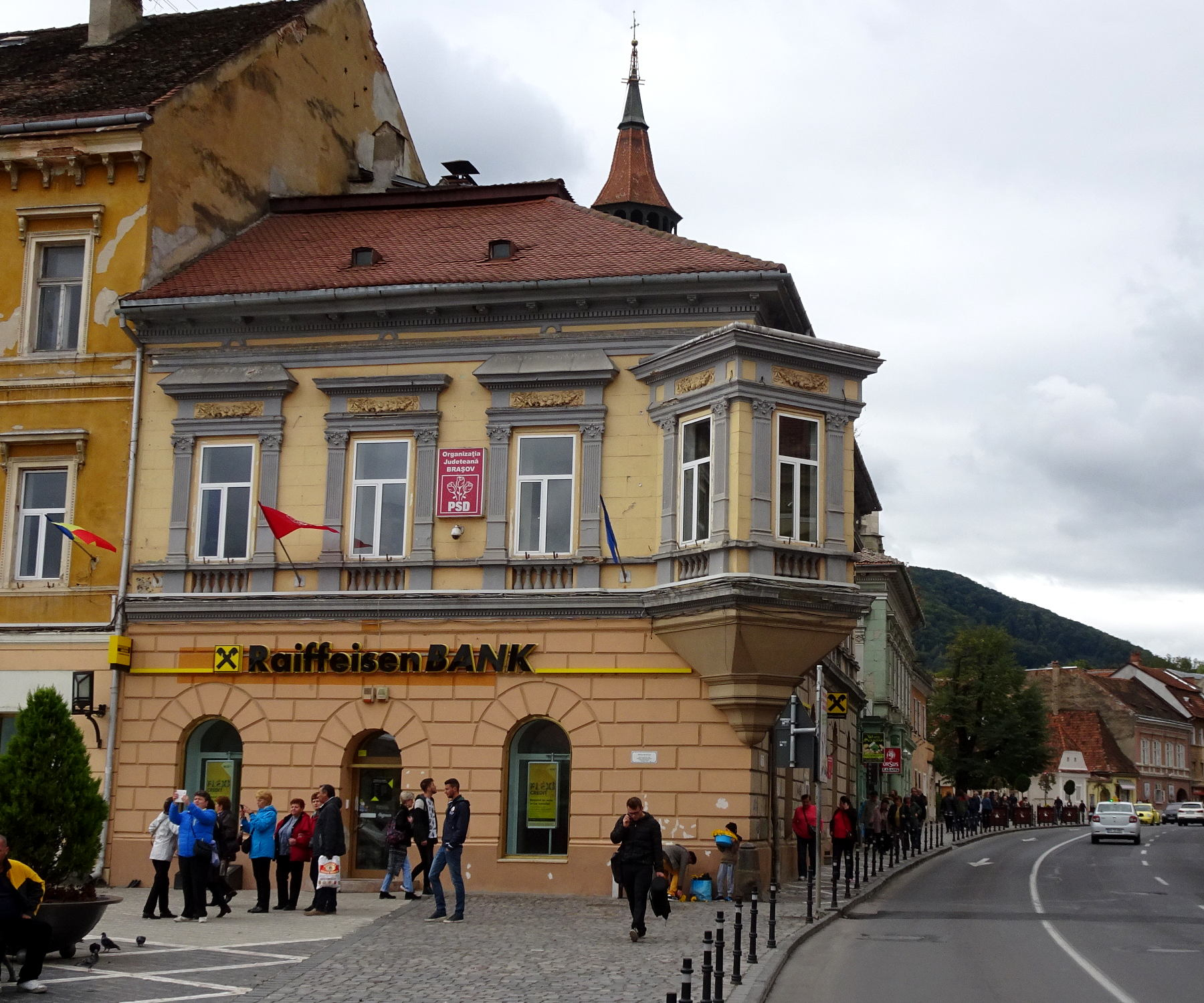
A Benkner-ház

### Lensor
A Lensor (Flachszeile) a Főtér északnyugati oldala, hosszában háromsávos, kétirányú út húzódik. Több házban szálloda működik.
- 19. Stefanovitsch-ház, 19. századi kétszintes épület.
- 20. Schutz-ház, egyes források szerint Schuller Wendelin-ház,[15][m 2] mai formáját a 20. század elején nyerte el. Brassó első fémvázas magánháza.[33]
- 21. Háromszintes, keskeny homlokzatú, eredetileg a 15. századból származó épület; az udvar felőli oldal magában foglalja a régi belső várfal maradványait. Közös bejárata és udvara van a szomszédos, 22. szám alatti házzal.
- 22. Háromszintes, 16. századból származó, a 18. században újjáépített F alaprajzú épület.
- 23. Safrano-palota, 1870 körül emelte a görög Safrano kereskedőcsalád. Az utcafronti épület háromszintes, klasszicista díszítéssel; mögötte a kétszintes szárnyak egészen a Graft-bástyáig nyúlnak. Itt lakott egy időben Alexandru Vaida-Voevod román politikus, aki feleségül vette Elena Safranót.[44][43]
- 24. 18. századi kétszintes ház, 1889-ben itt nyílt meg Thomas, Scheeser és Galtz La Curtea de Fier (Vasudvar) kovácsműhelye.[54]
- 25. Casa Mureșenilor, 1860-tól itt lakott Iacob Mureșianu tanár, lapszerkesztő, politikus. Az épület több, mint fél évszázadon keresztül adott helyet a Gazeta de Transilvania újság szerkesztőségének. Jelenleg múzeum működik benne, emléket állítva a Mureșanu családnak, a 19. századi román kulturális és politikai élet egyik meghatározó szereplőjének.[55]
- 26. Czell-palota,[m 3] egykor Brassó egyik legelőkelőbb épülete volt. 1903-ban építette Friedrich Czell iparos, a telken álló három ház lebontása után. 1928–1948 között itt működött a brassói takarékpénztár, jelenleg a Román Nemzeti Bank brassói fiókjának székhelye.[43] Mögötte egy kisebb lakóépület van, amelynek bejárata a Várkert sétányra nyílik.
- 27. Seuler-ház, a 18. század első felében a Seuler, majd a Herbertsheim család lakta. 1767-ben a tulajdonosok eladták a városnak, és a városi őrség parancsnokának lett a rezidenciája. Brassói látogatásaik során itt szálltak meg a Habsburg uralkodók.[56] Neoklasszicista stílusú homlokzatát korinthoszi oszlopfők díszítik.
- 28. és 29. Kétszintes, 16. századból származó, a 18. században újjáépített épületek.

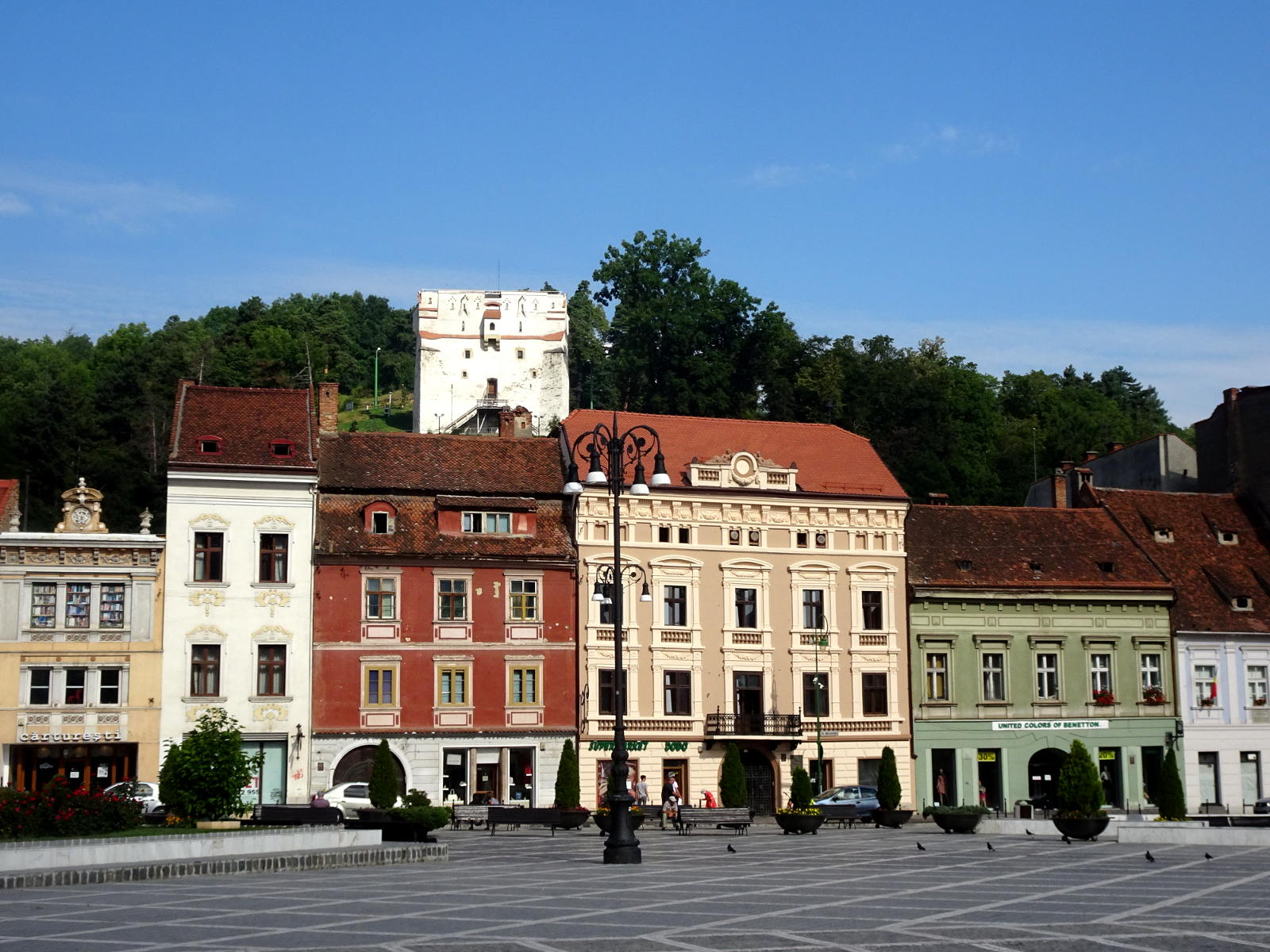
A Lensor, háttérben a Fehér torony
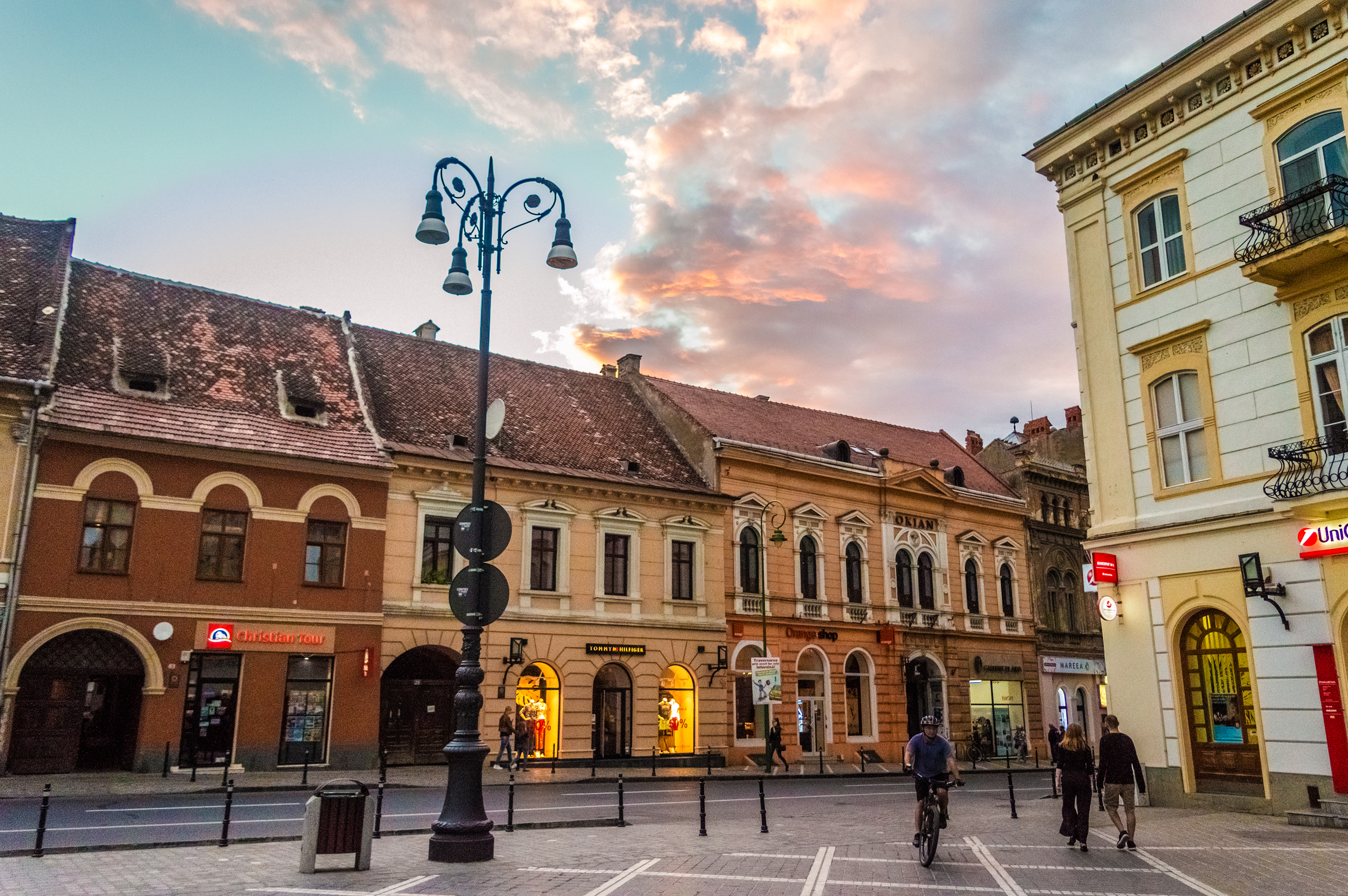
A Lensor alkonyatkor
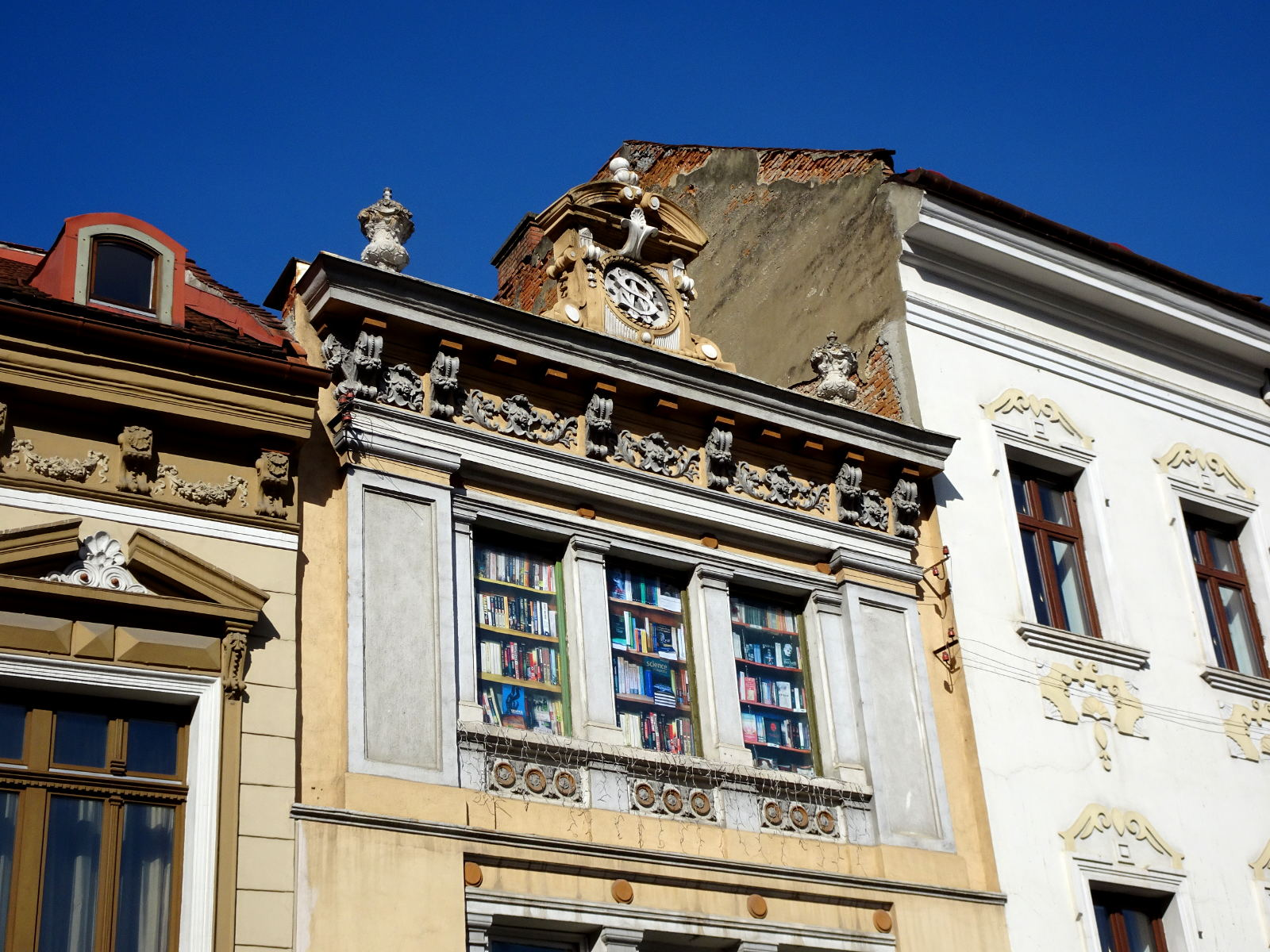
A Schutz-ház részlete
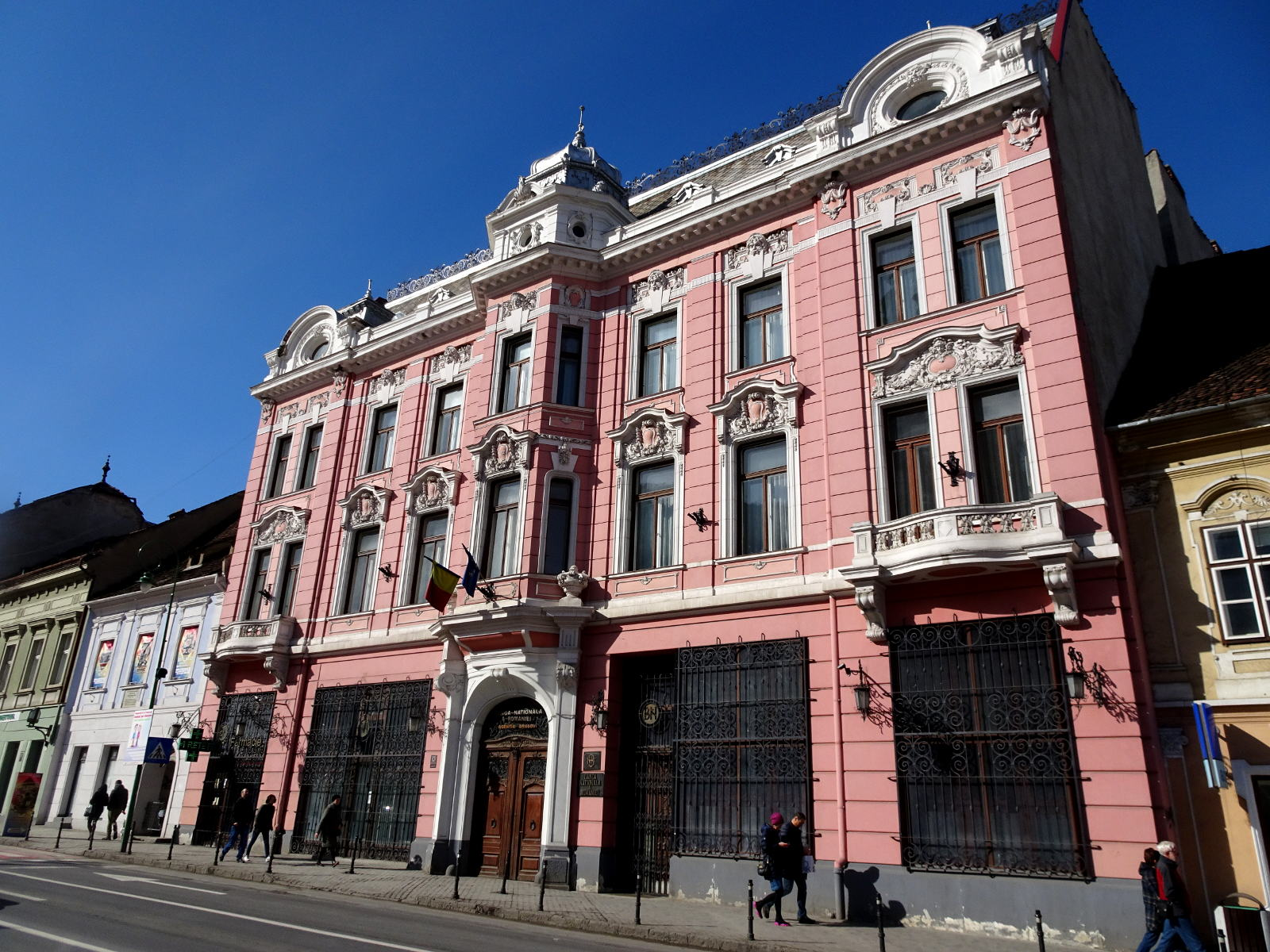
A Czell-palota
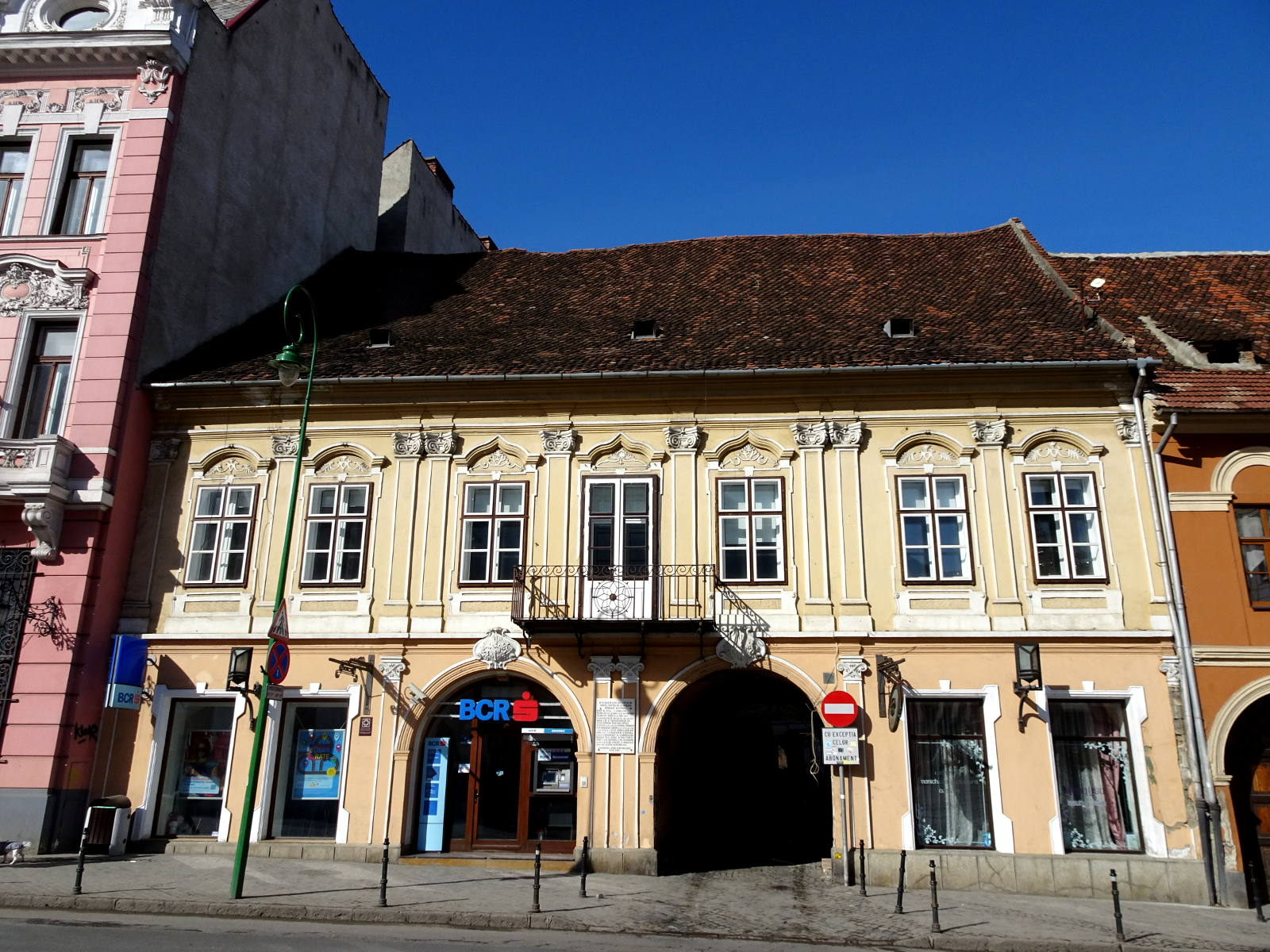
A Seuler-ház